# Zwijndrechts skulpturpark

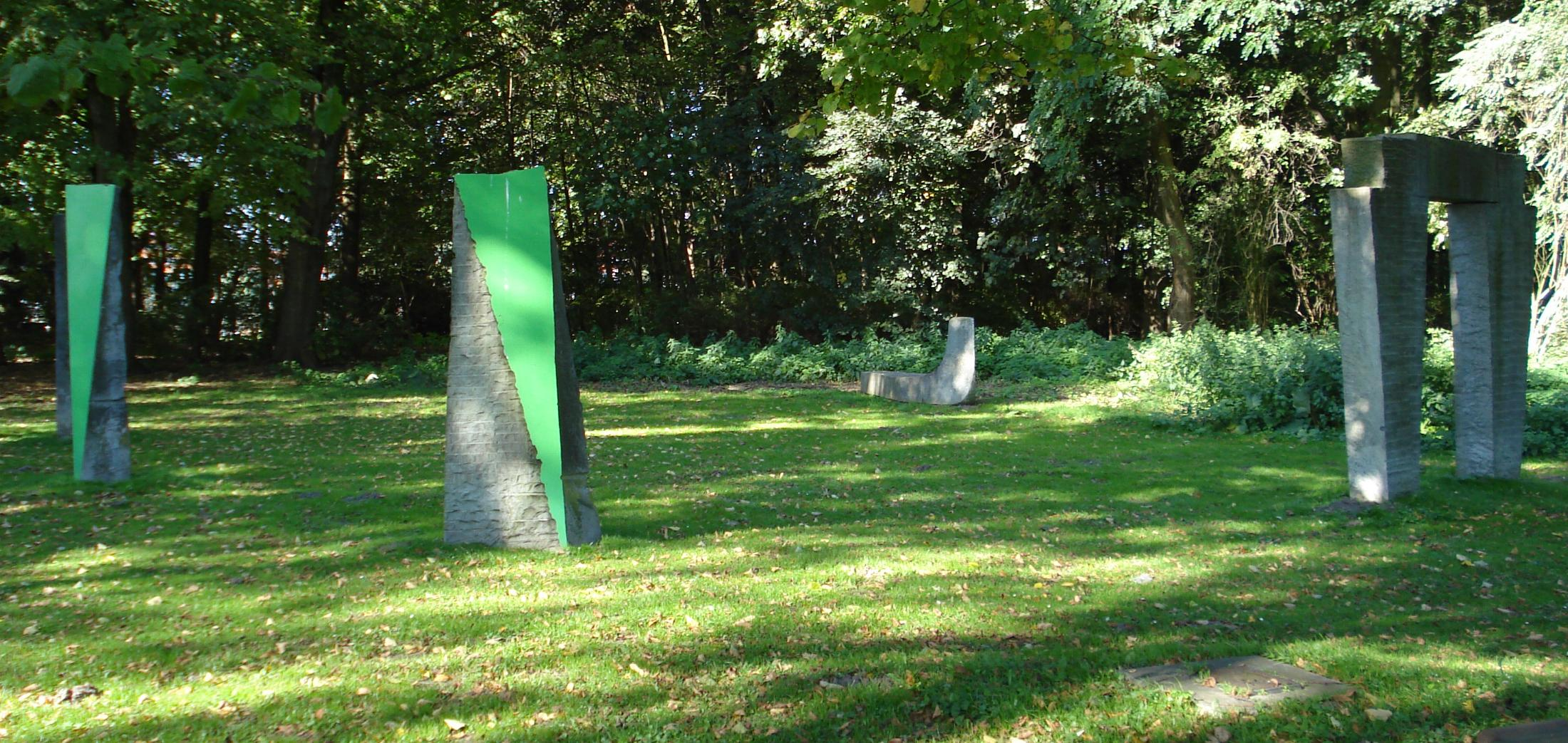
Zwijndrechts skulpturpark

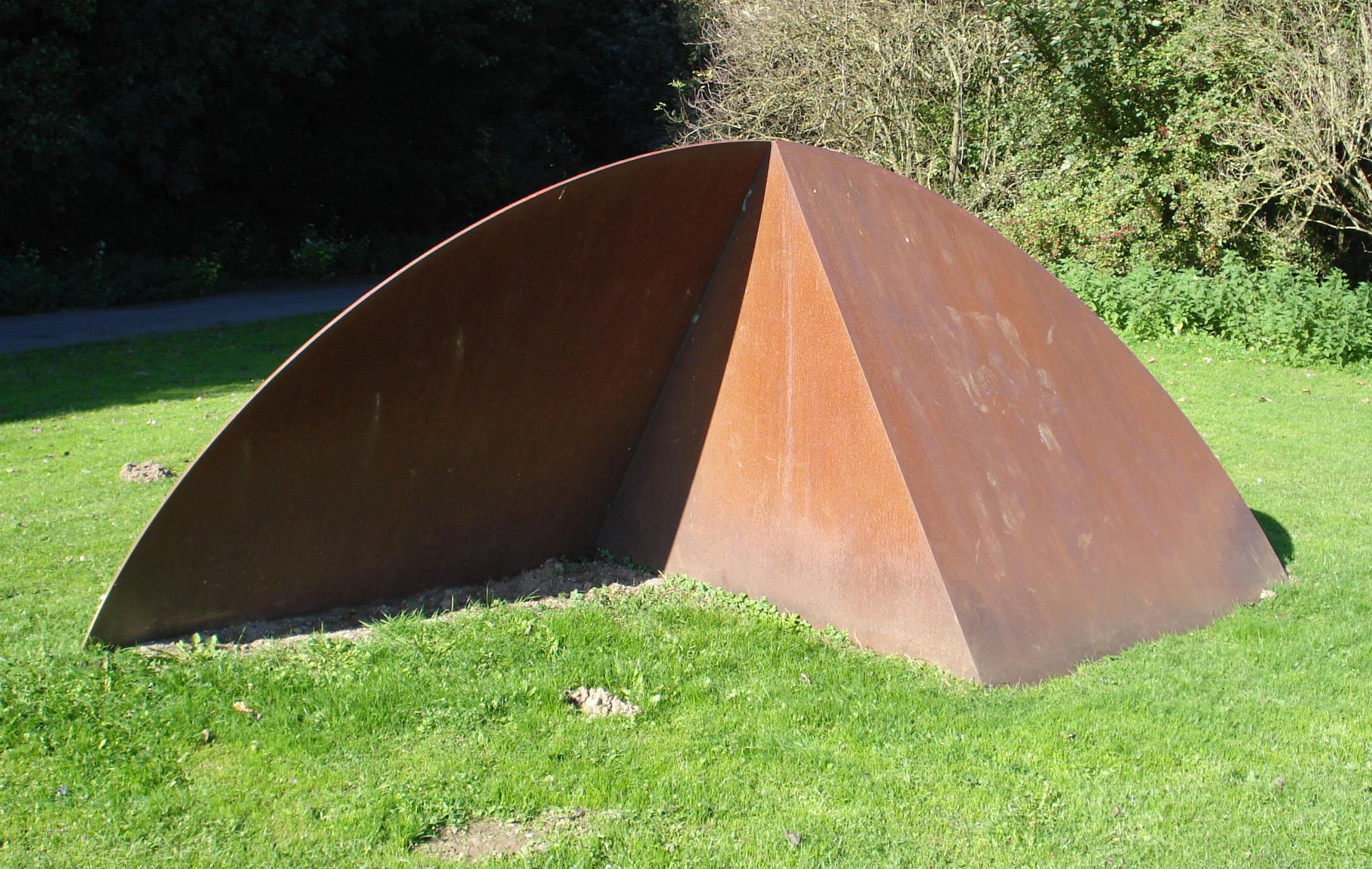
Gothic II av Lucien den Arend

Zwijndrechts skulpturpark visar sedan 1996 ett trettiotal skulpturer vid floden Drecht i Nordpark i Zwijndrecht i Nederländerna. På andra sidan floden Drecht ligger Papendrechts skulpturboulevard i Papendrecht, vilken tillsammans med Zwijndrechts skulpturpark utgör Drechtoevers skulpturpark.

## Verk i urval
- Arthur Spronken, "Galionsfigur" (1975)
- Gjalt Blaauw, "Ohne Titel" (1984)
- Renze Hettema, "Jacob und der Engel" (1967)
- Lucien den Arend, "Discoid Form III"
- Marry Teeuwen-de Jong, "Geteilte Pyramide" (1981)
- Matti Peltokangas
- Marry Teeuwen-de Jong, "Wig" (1995)
- Leo de Vries, "Torso" (1993)
- Lukas Arons, "Fragmenten" (1994)
- Margot Zanstra, "Triangular-Verdoppelung" (1996)
- Lucien den Arend, "Gothic II, Noordpark" (1996)
- Niko de Wit, "Ohne Titel" (1985)
- Frits Vanèn, "Existenz" (1990)
- Herbert Nouwens, "Vier Konstruktionen an einem Platz" (1994)
- Wieke Terpstra, "Der Löwe" (2008)
- Egidius Knops, "Orion" (1991)
- Jan Timmer, "Abgesetzter Vierkant" (1989)
- Talking Stones, "Entwicklung" (2006)
- Hedde Buijs, "Wachstum" (1988)
- Benbow Bullock, "Unterschiedliche Meinungen" (1998)
- Ton Kalle, "So what" (2004)
- Cor van Gulik, "Jurk" (1985)
- Matti Peltokangas, "Licht, Schatten, Licht" (1985)
- Niels Lous, "Elementare Richtungen" (1989)
- Yvonne Kracht, "Zerteilter Vierkant" (1977)
- Yvonne Kracht, "Zerteiltes Dreieck" (1978)
- Gerard Höweler, "Durchdringend" (2003)
- Niko de Wit, "Verlassensein" (1984)
- Nina Goerres, "Anything goes" (1987)

## Fotogalleri

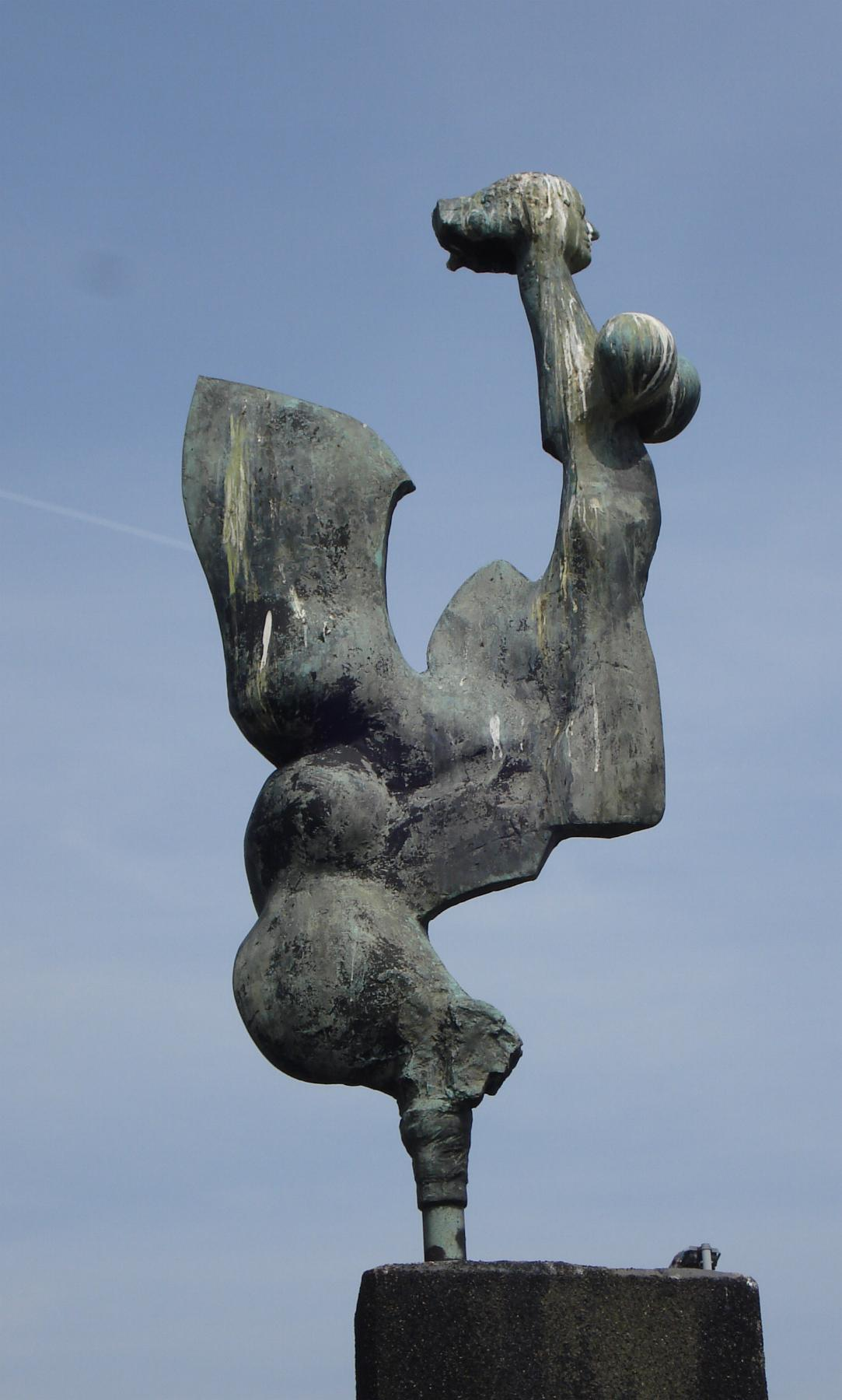
Arthur Spronken: Galionsfigur
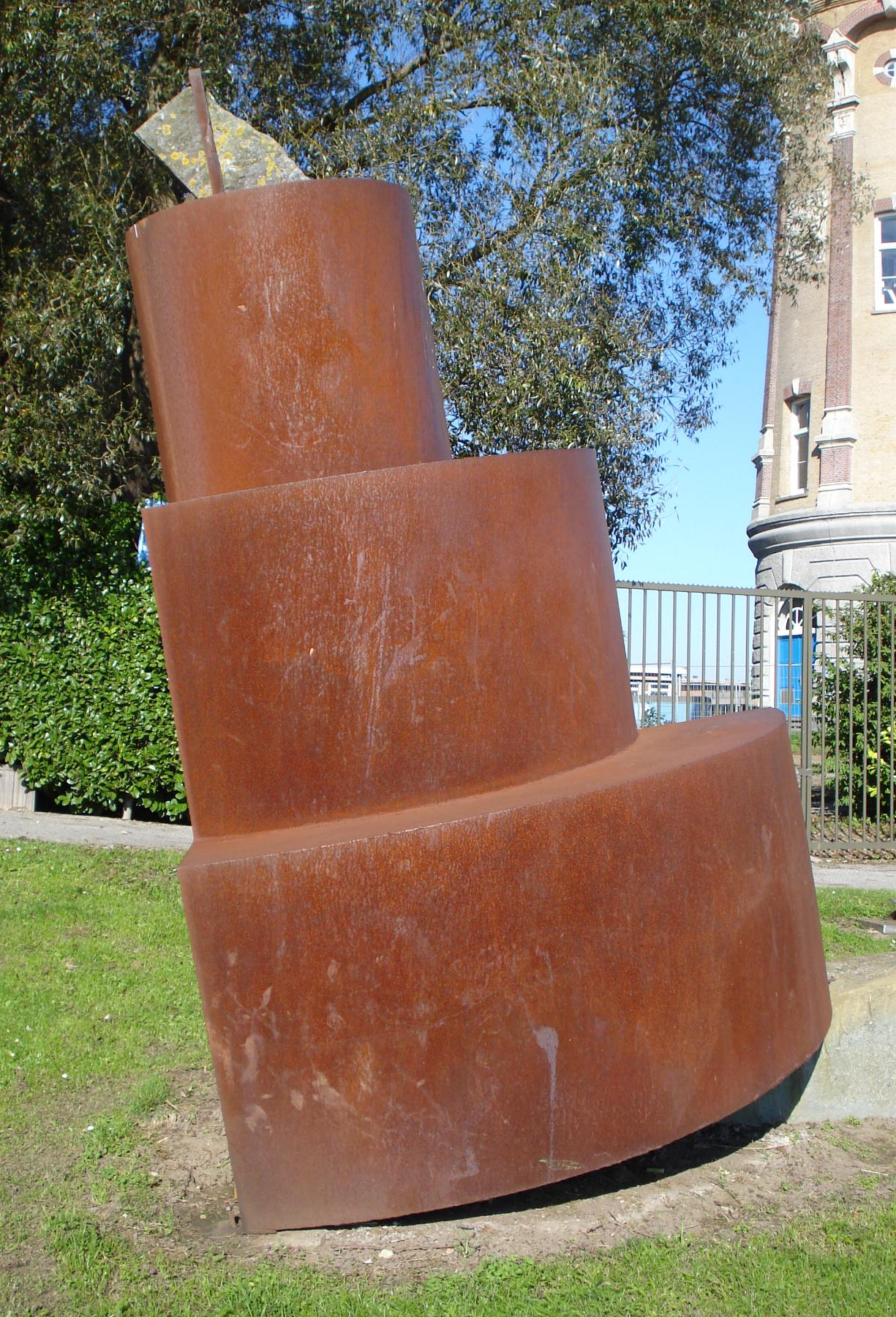
Gjalt Blaauw: Ohne Titel
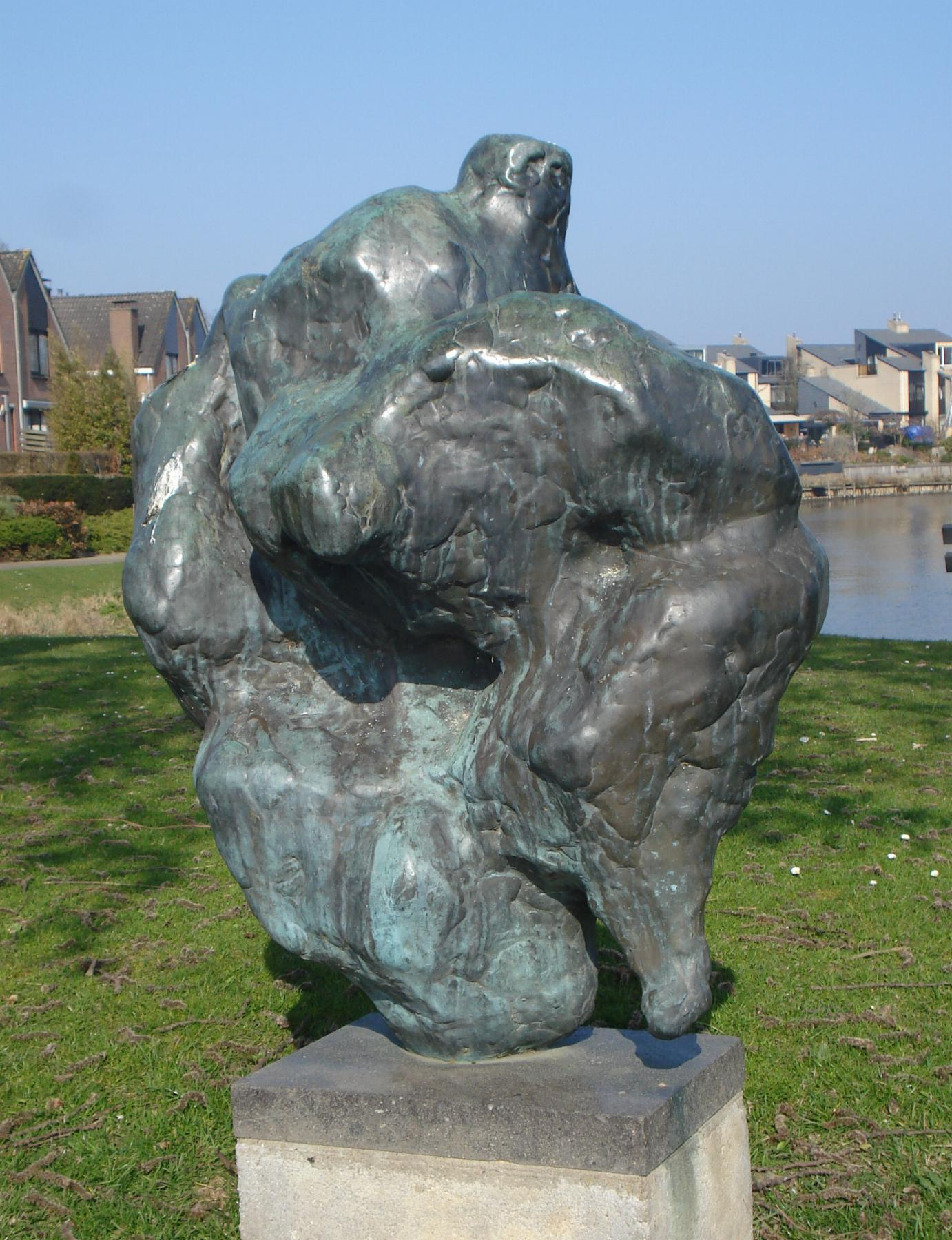
Renze Hettema: Jacob und der Engel
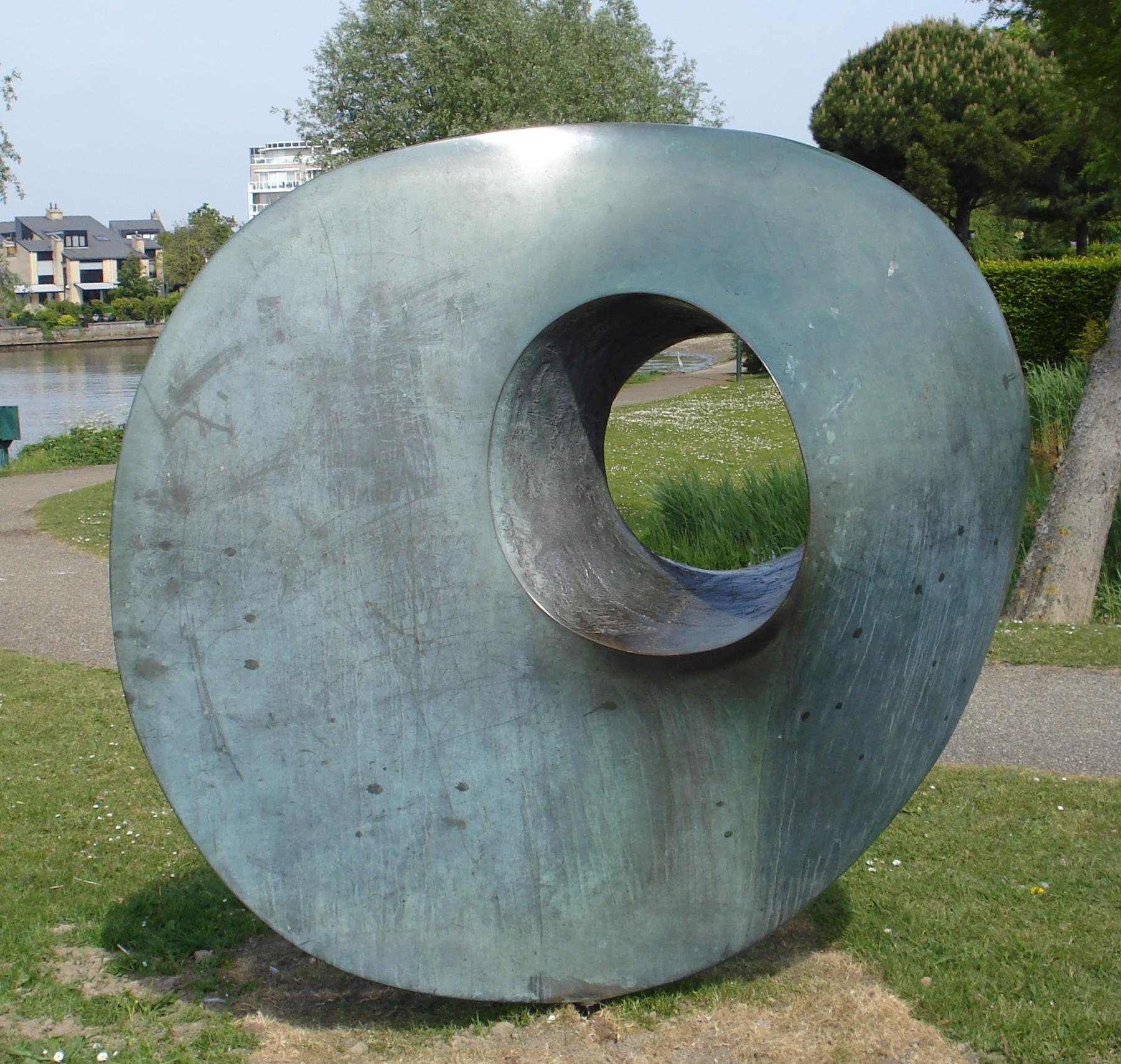
Lucien den Arend: Diskoide Form
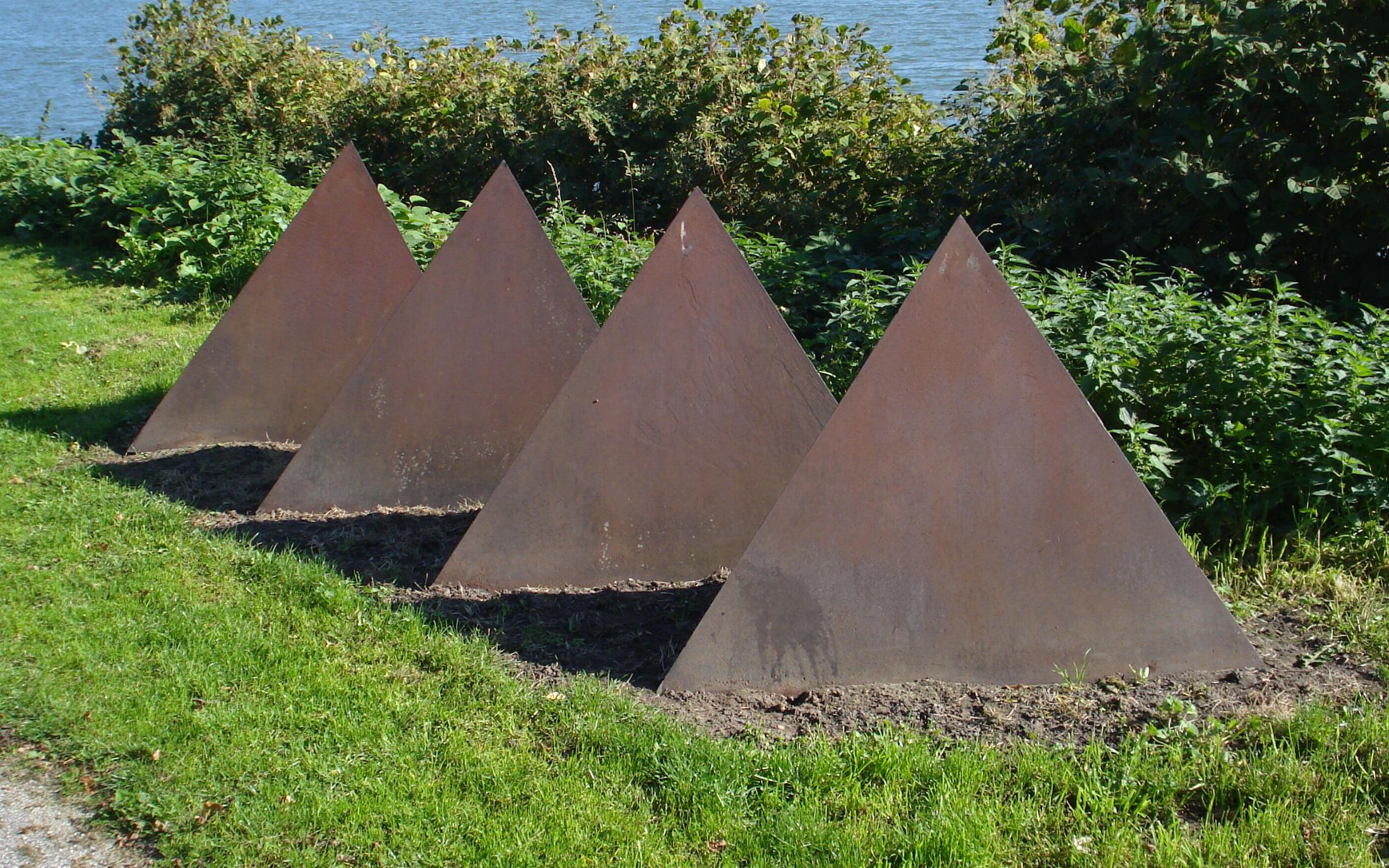
Marry Teeuwen-de Jong: Geteilte Pyramide
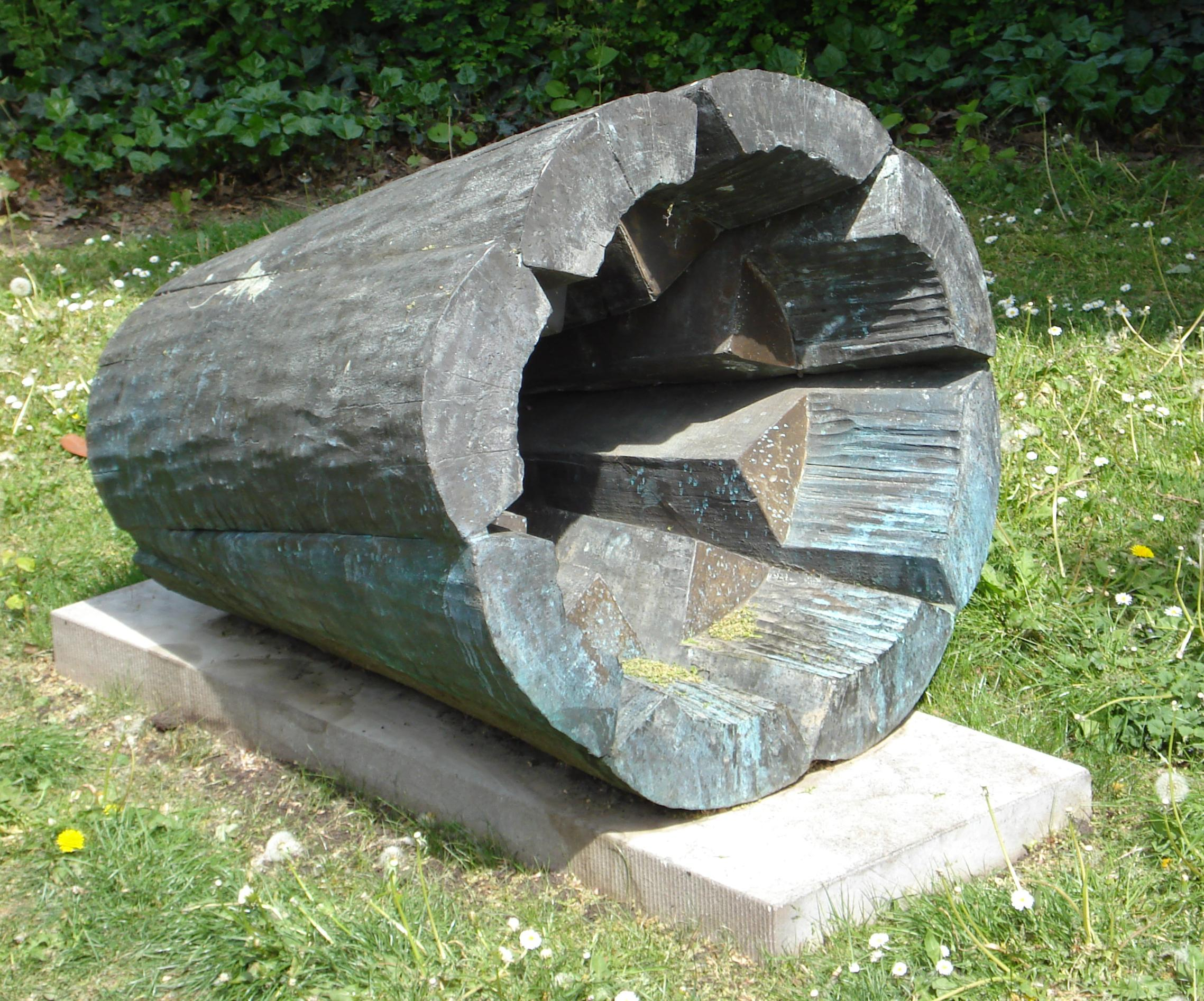
Matti Peltokangas
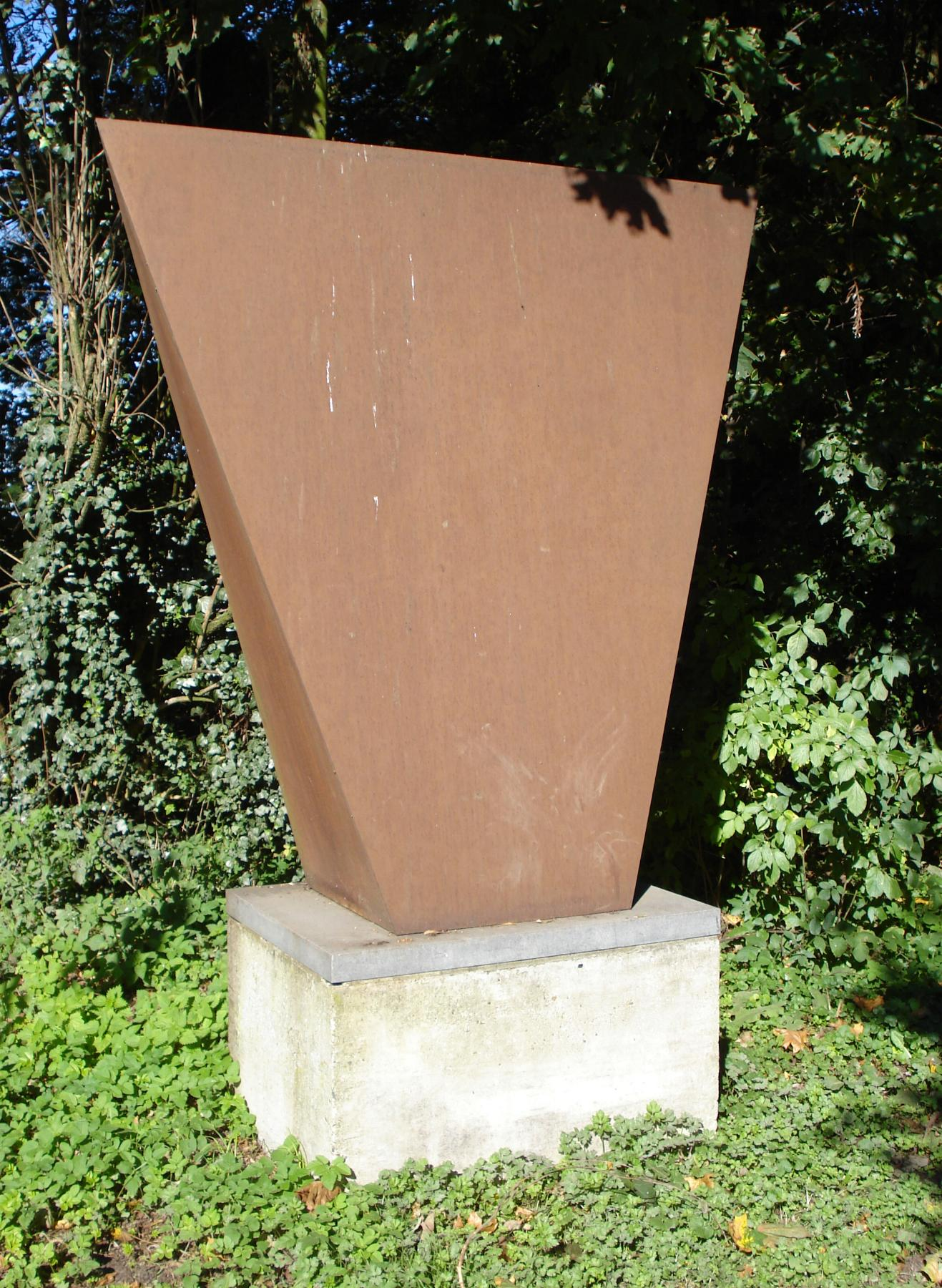
Marry Teeuwen-de Jong: Wig
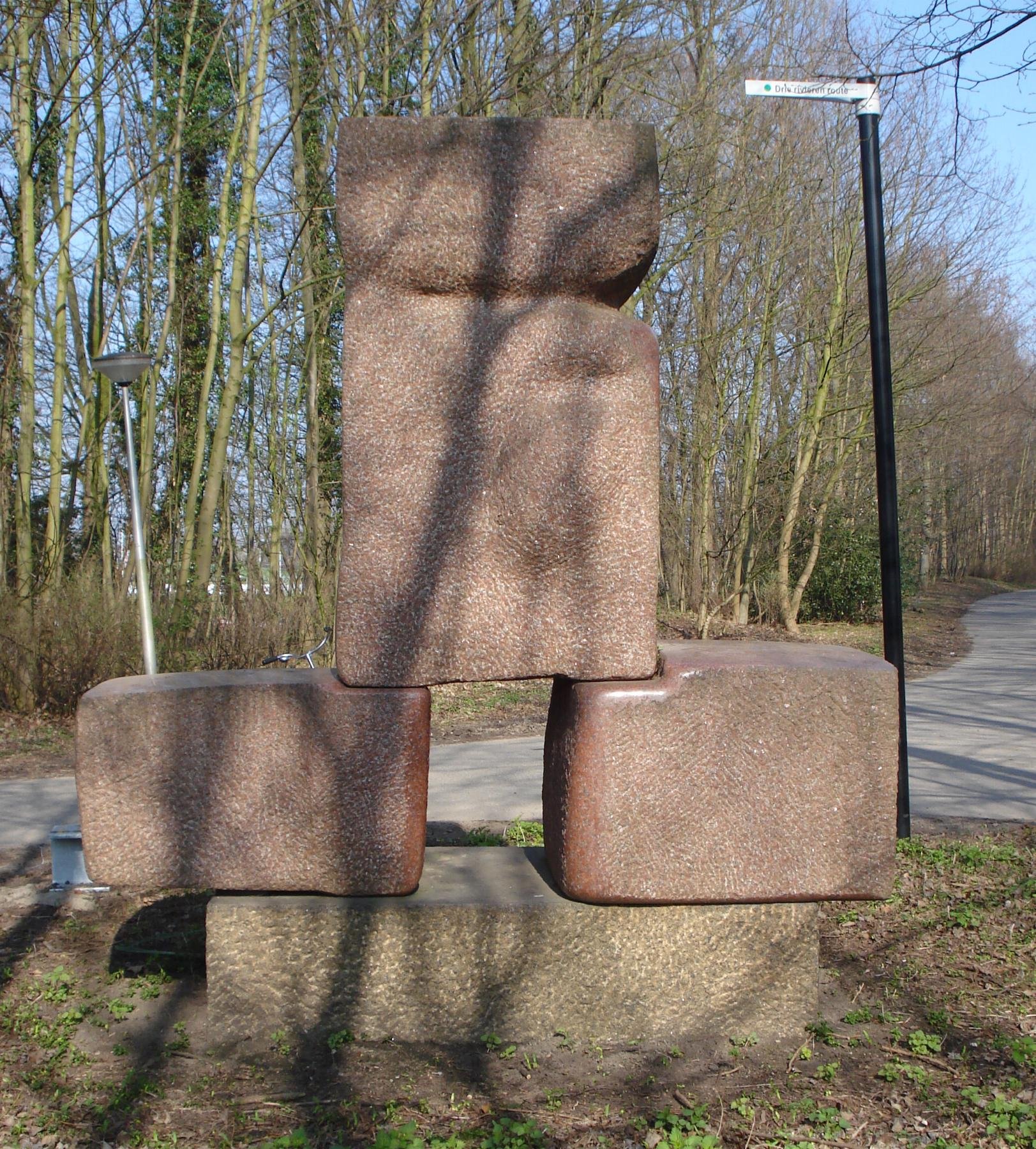
Leo de Vries: Torso
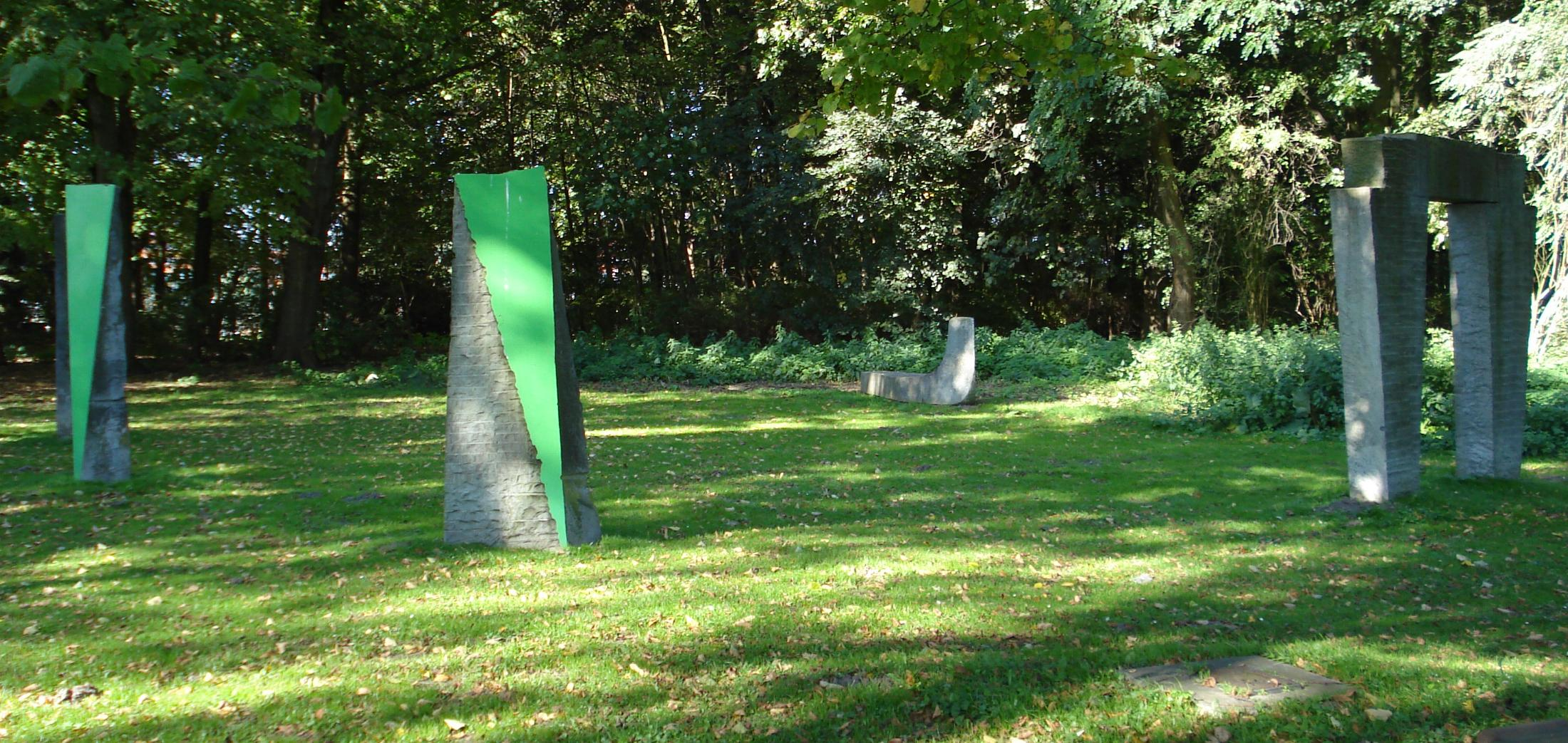
Lukas Arons: Fragmente
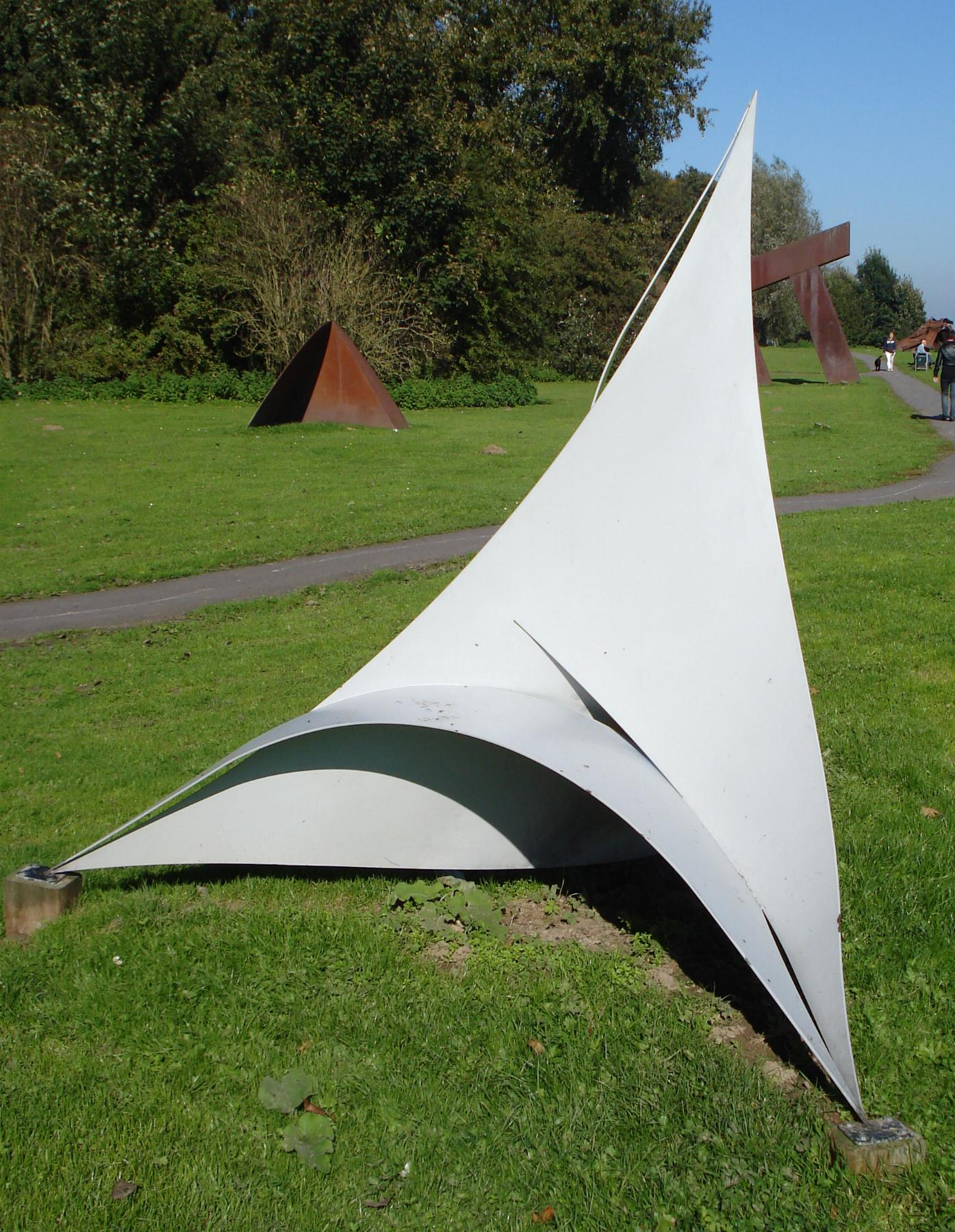
Margot Zanstra: Triangular-Verdoppelung
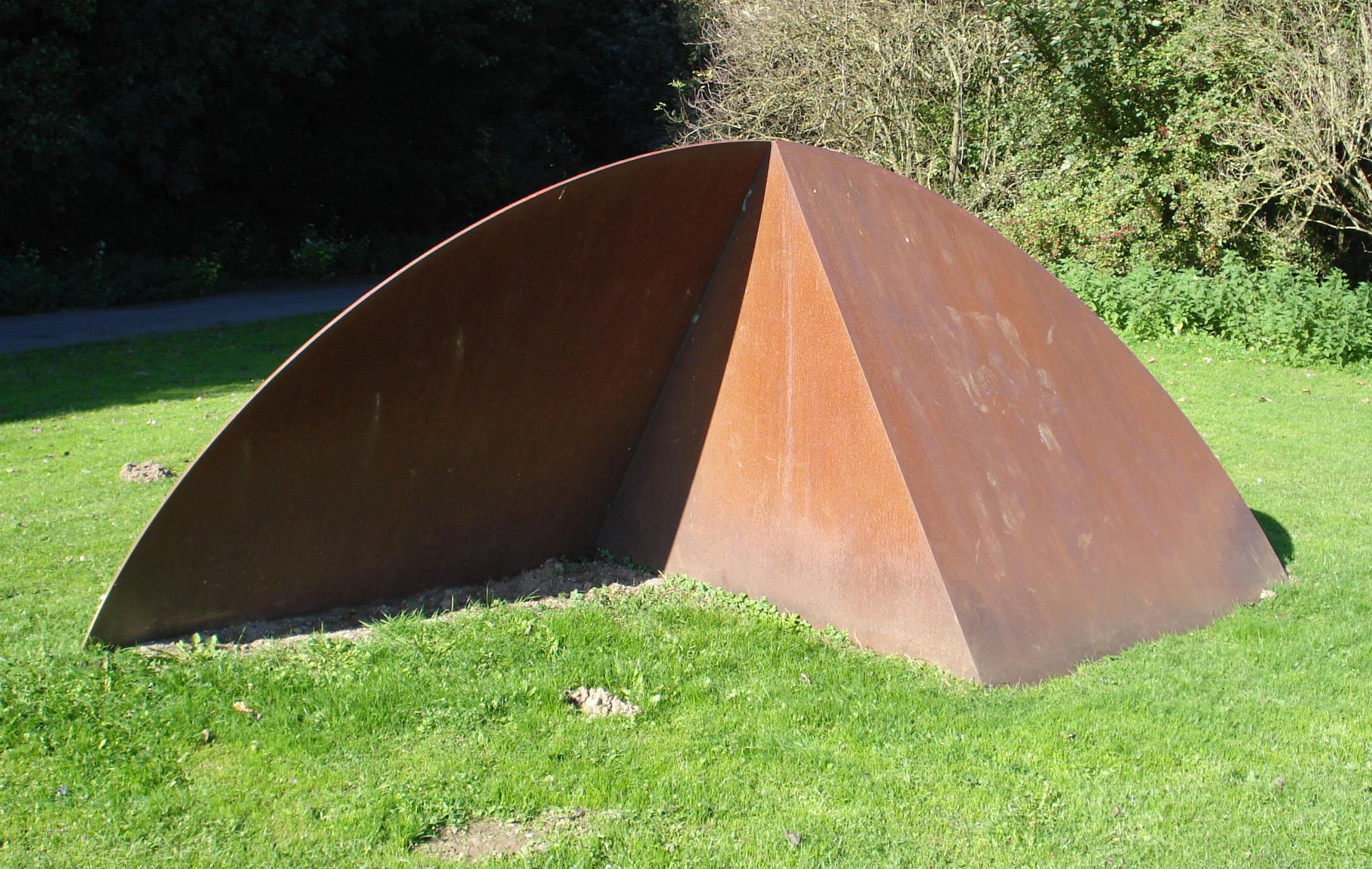
Lucien den Arend: Gothic II
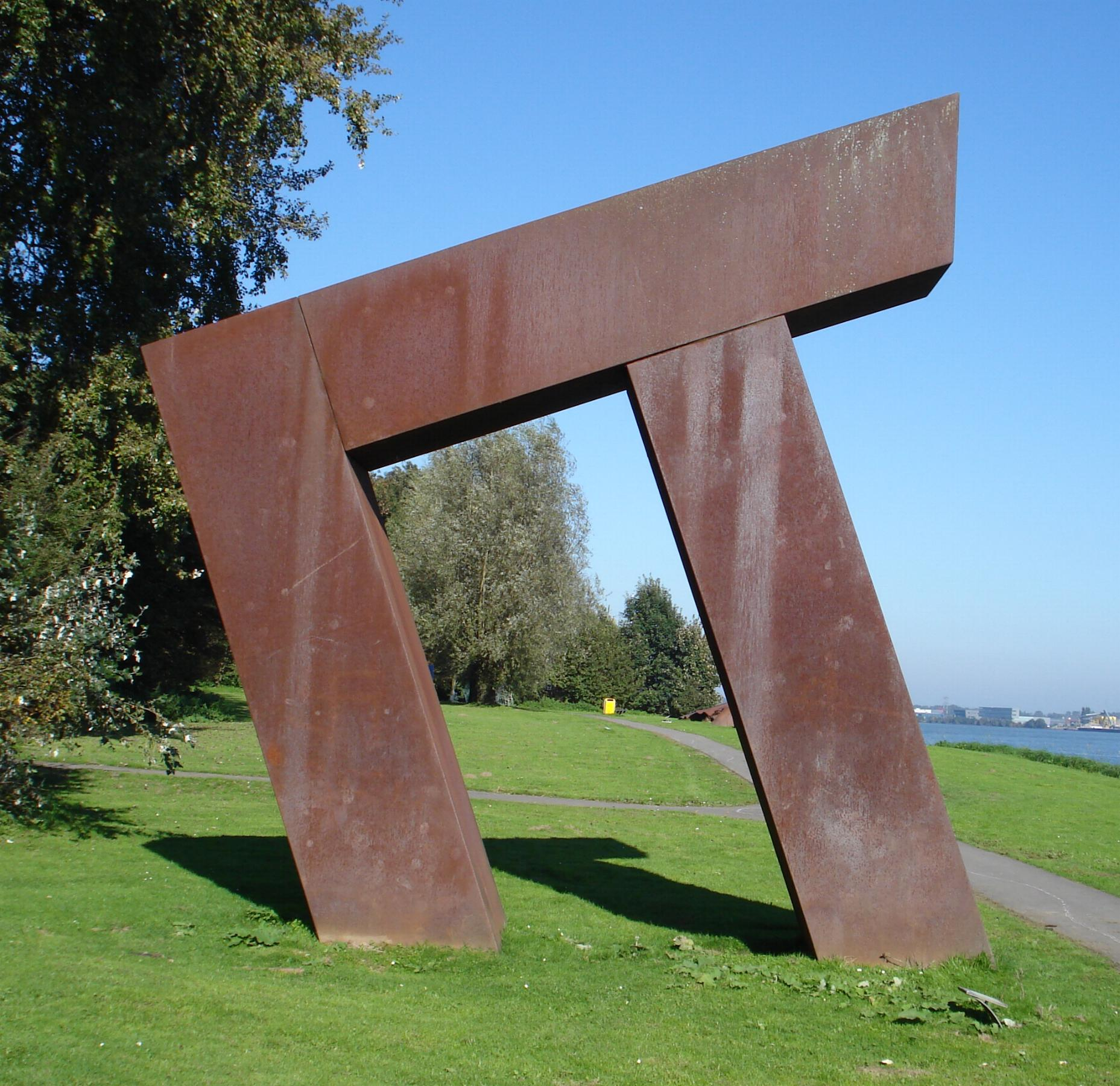
Niko de Wit: Ohne Titel
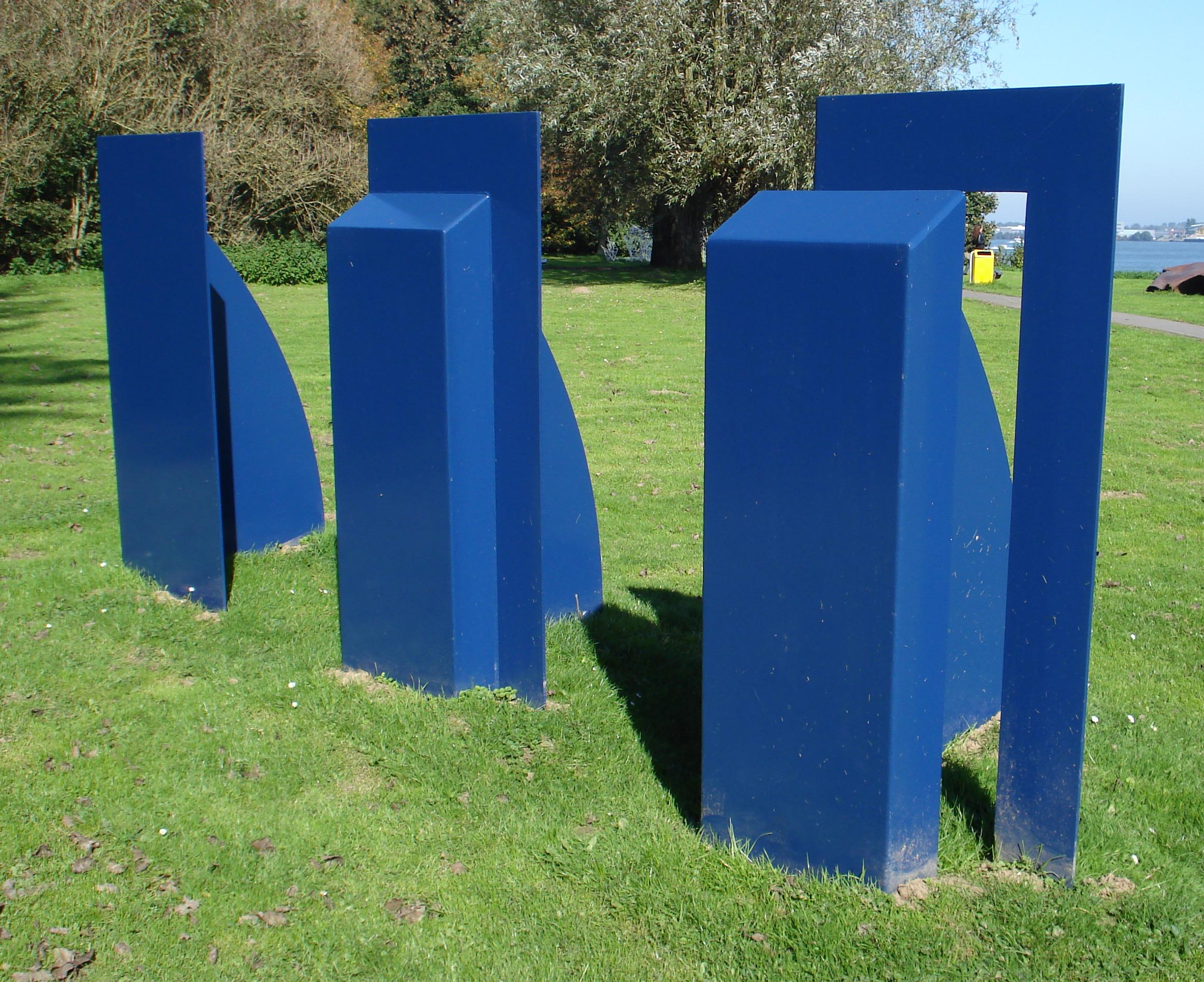
Frits Vanèn: Existenz
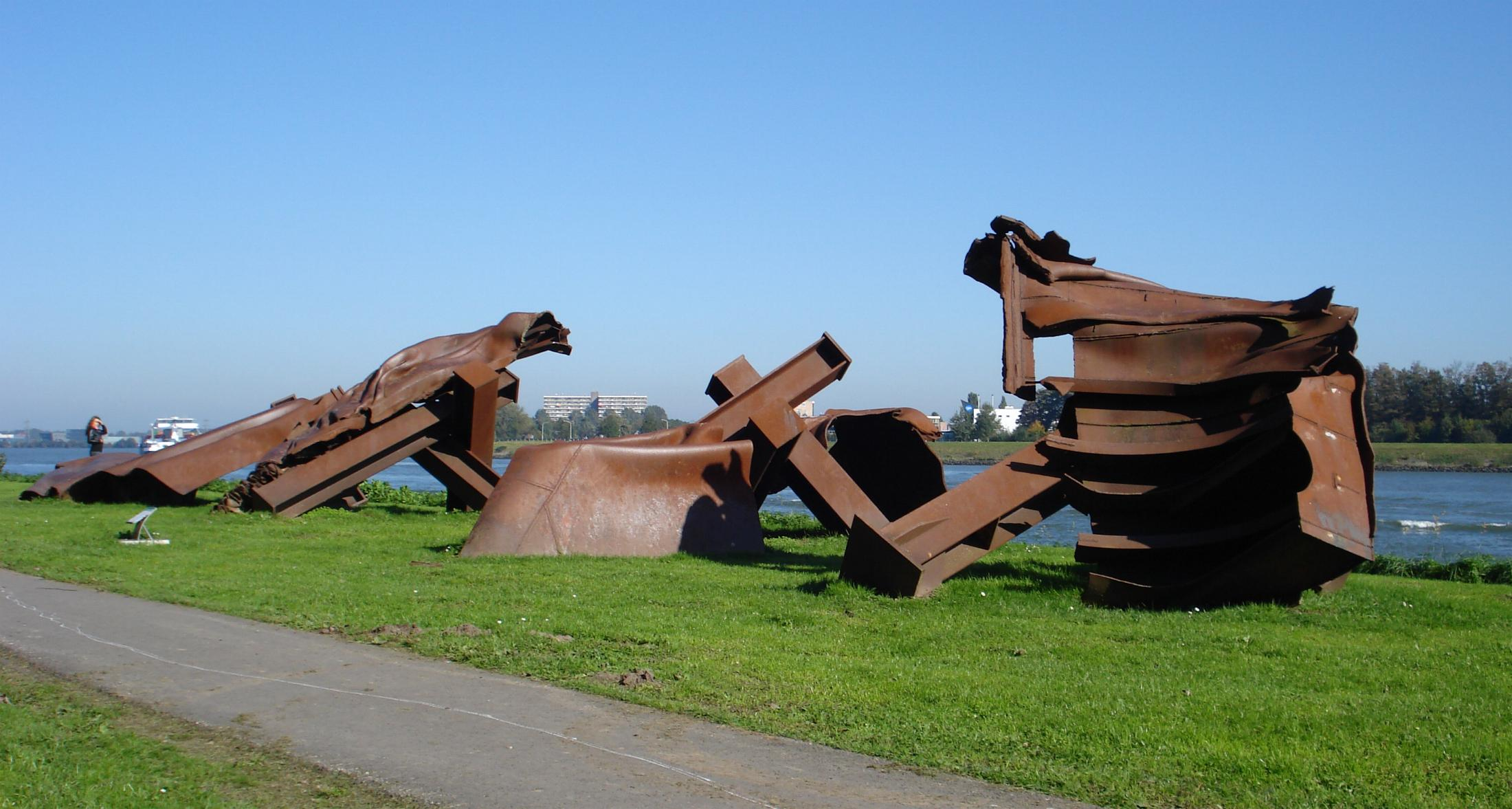
Herbert Nouwens: Vier Konstruktionen an einem Platz
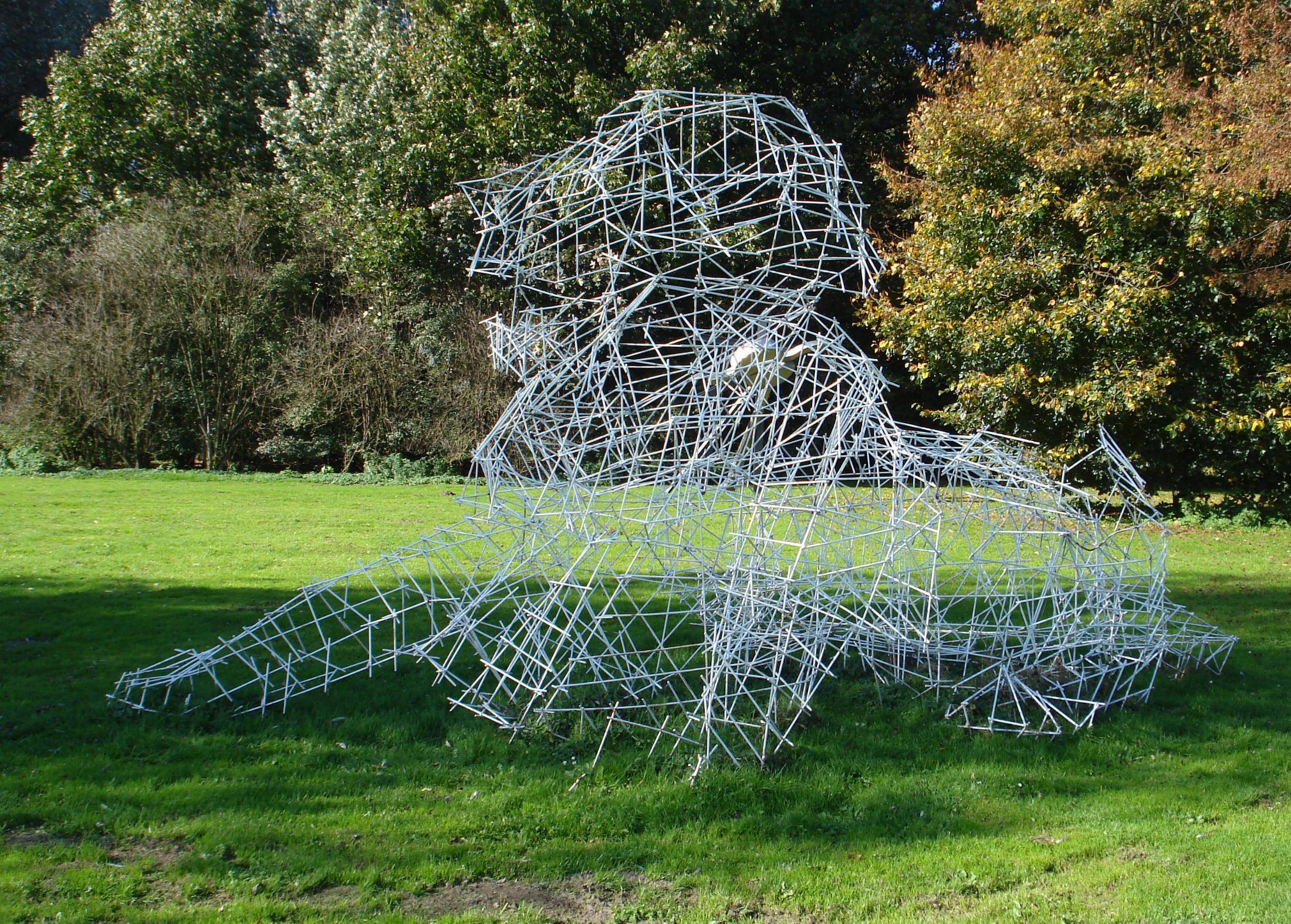
Wieke Terpstra: Der Löwe
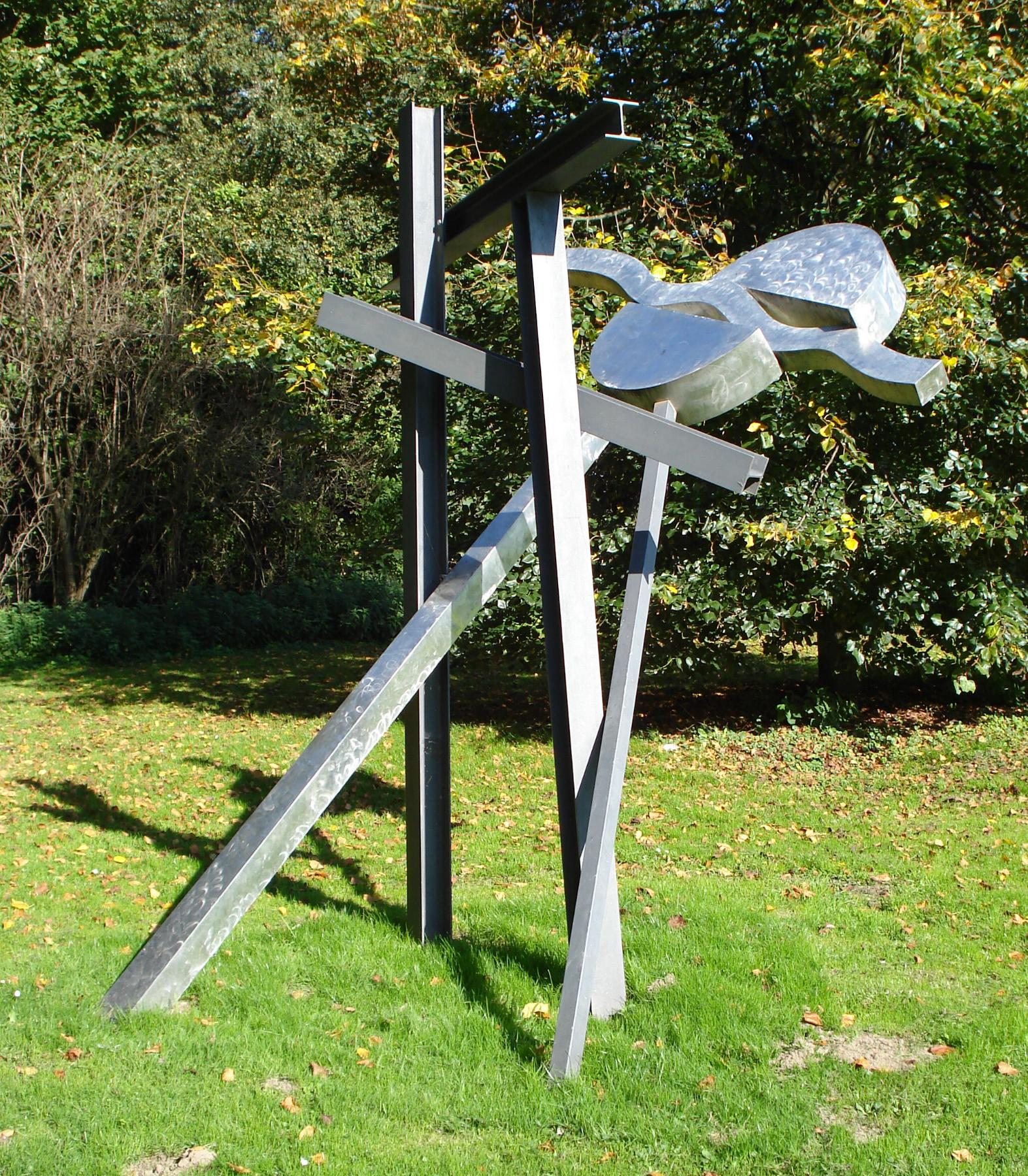
Egidius Knops: Orion
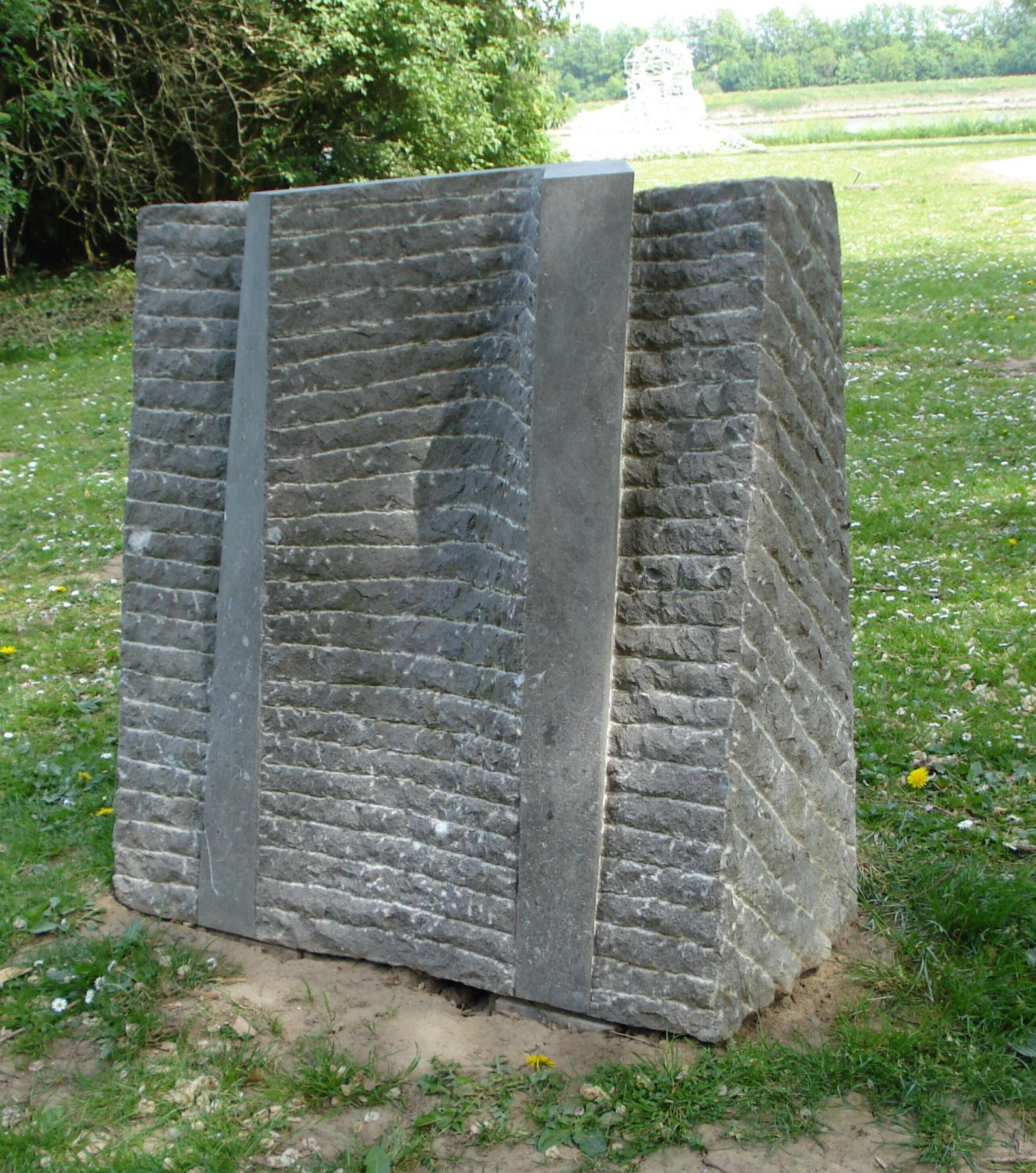
Jan Timmer: Befreiter Vierkant
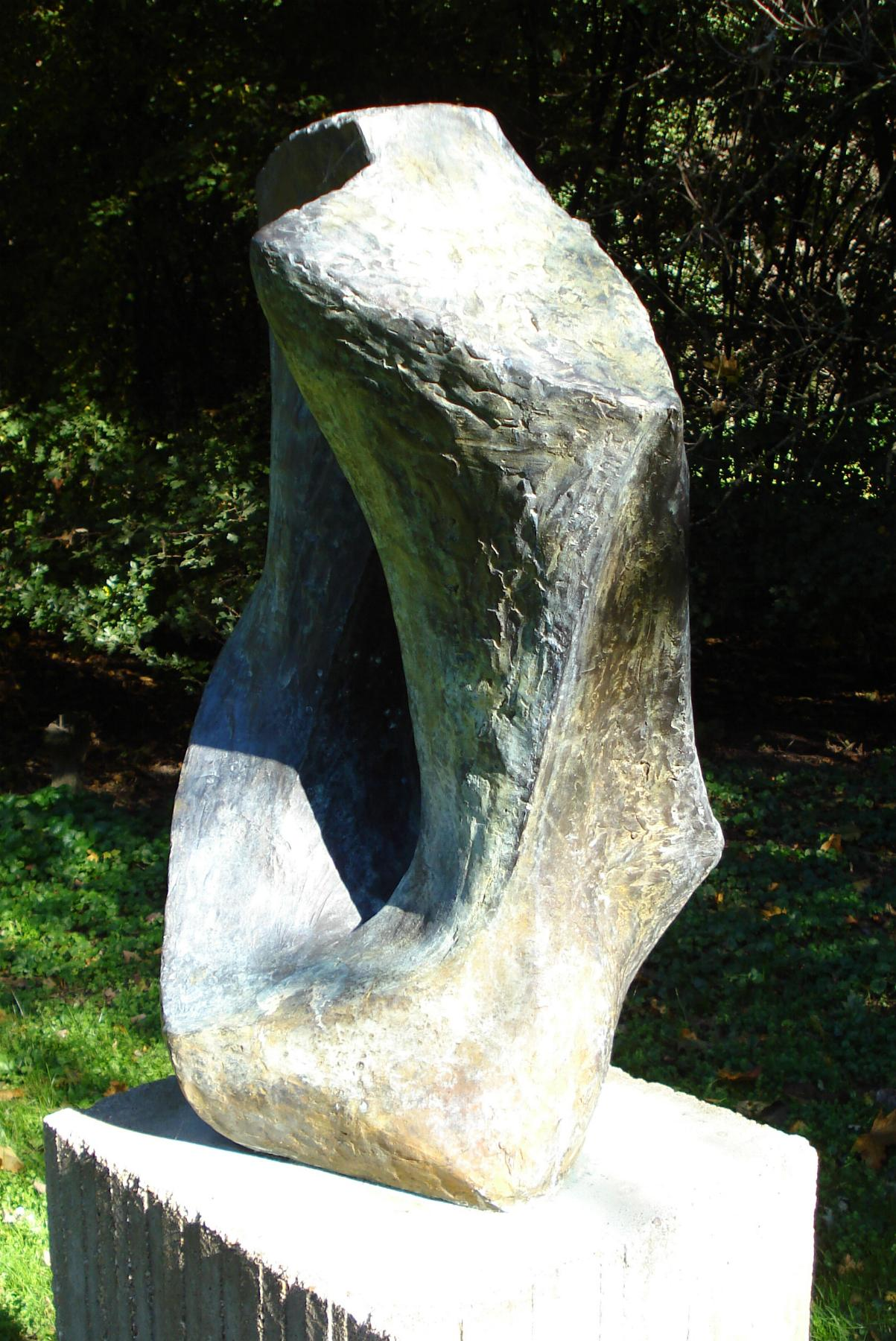
Talking Stones: Entwicklung
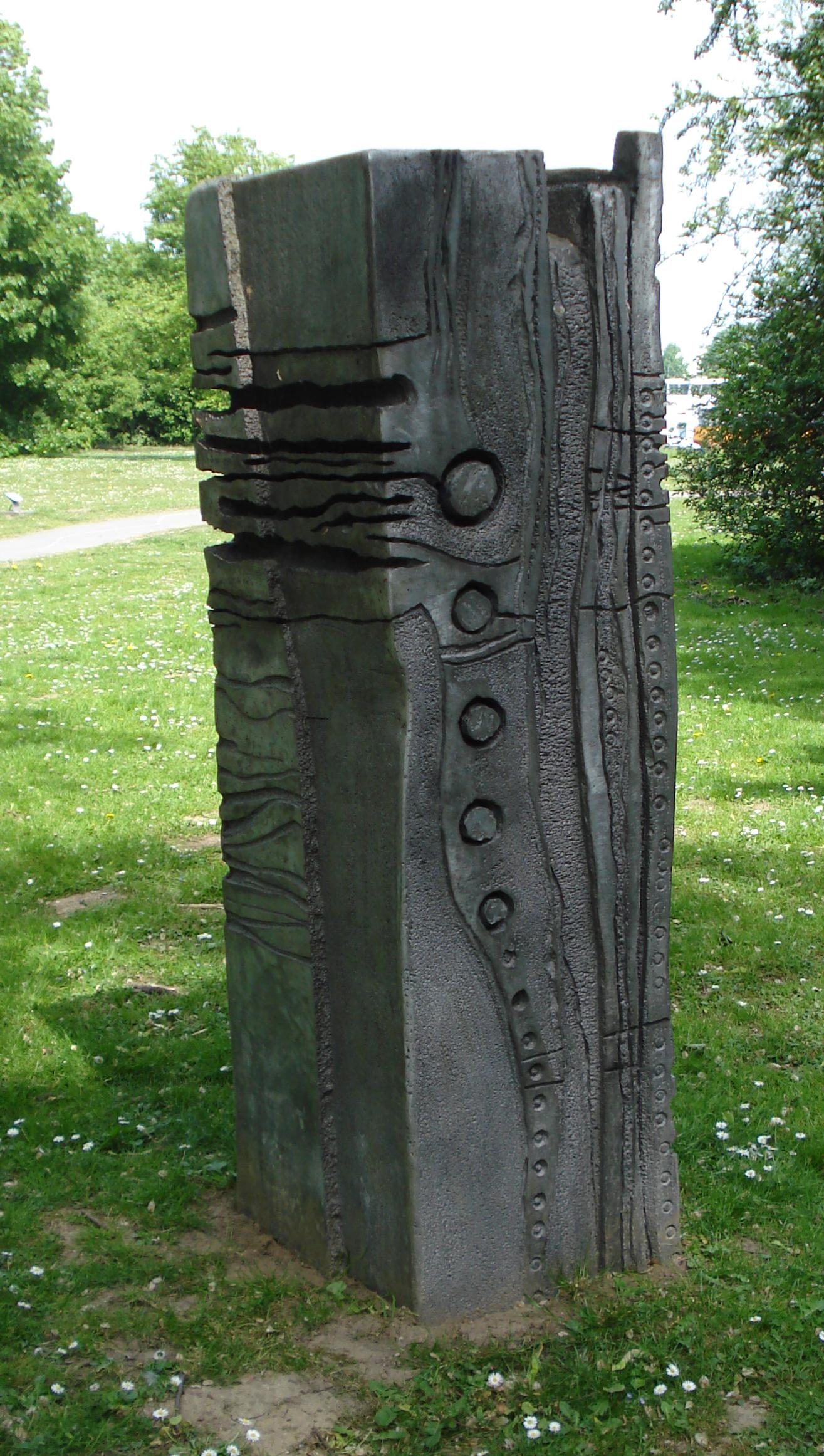
Hedde Buijs: Wachstum
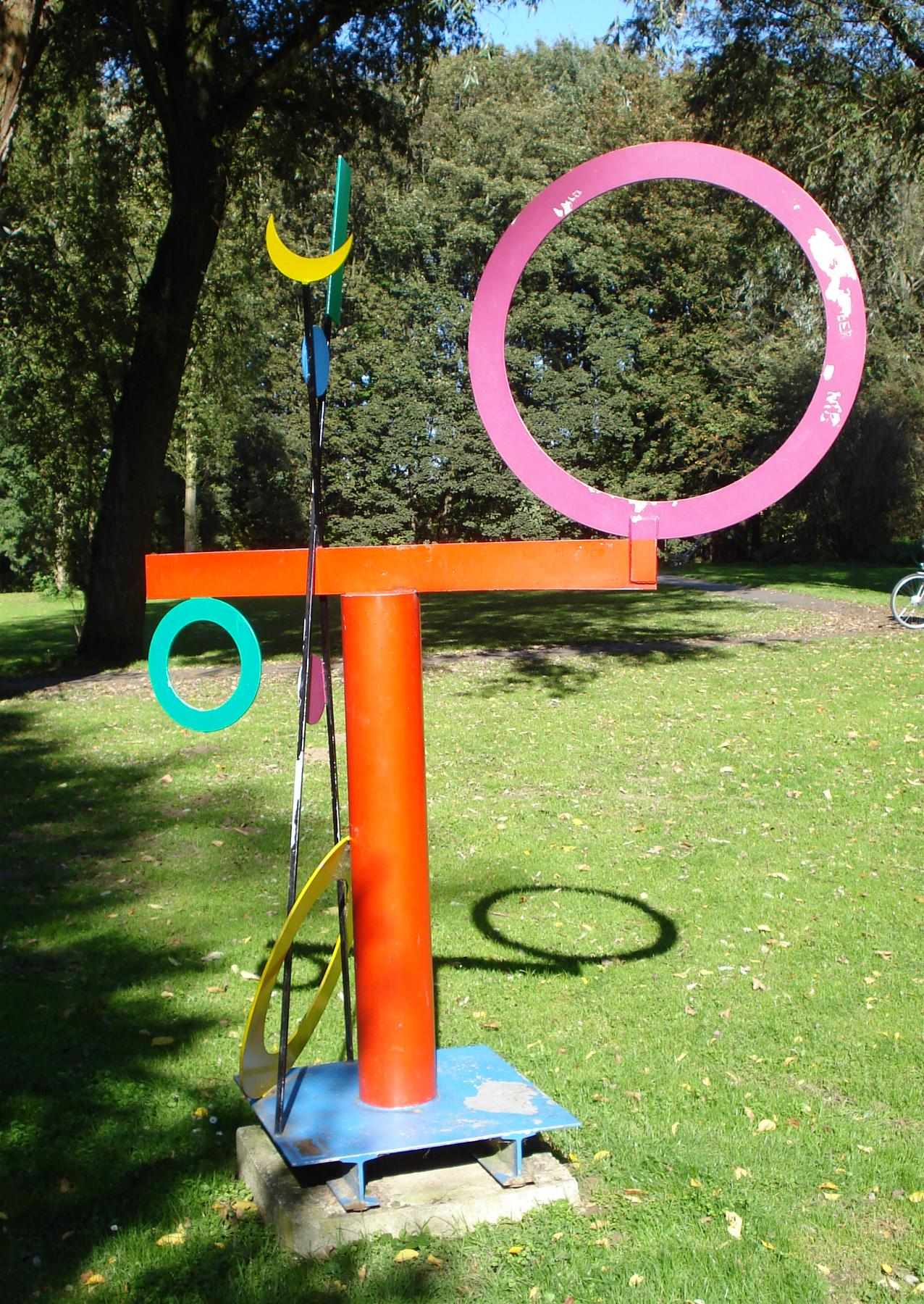
Benbow Bollock: Unterschiedliche Meinungen
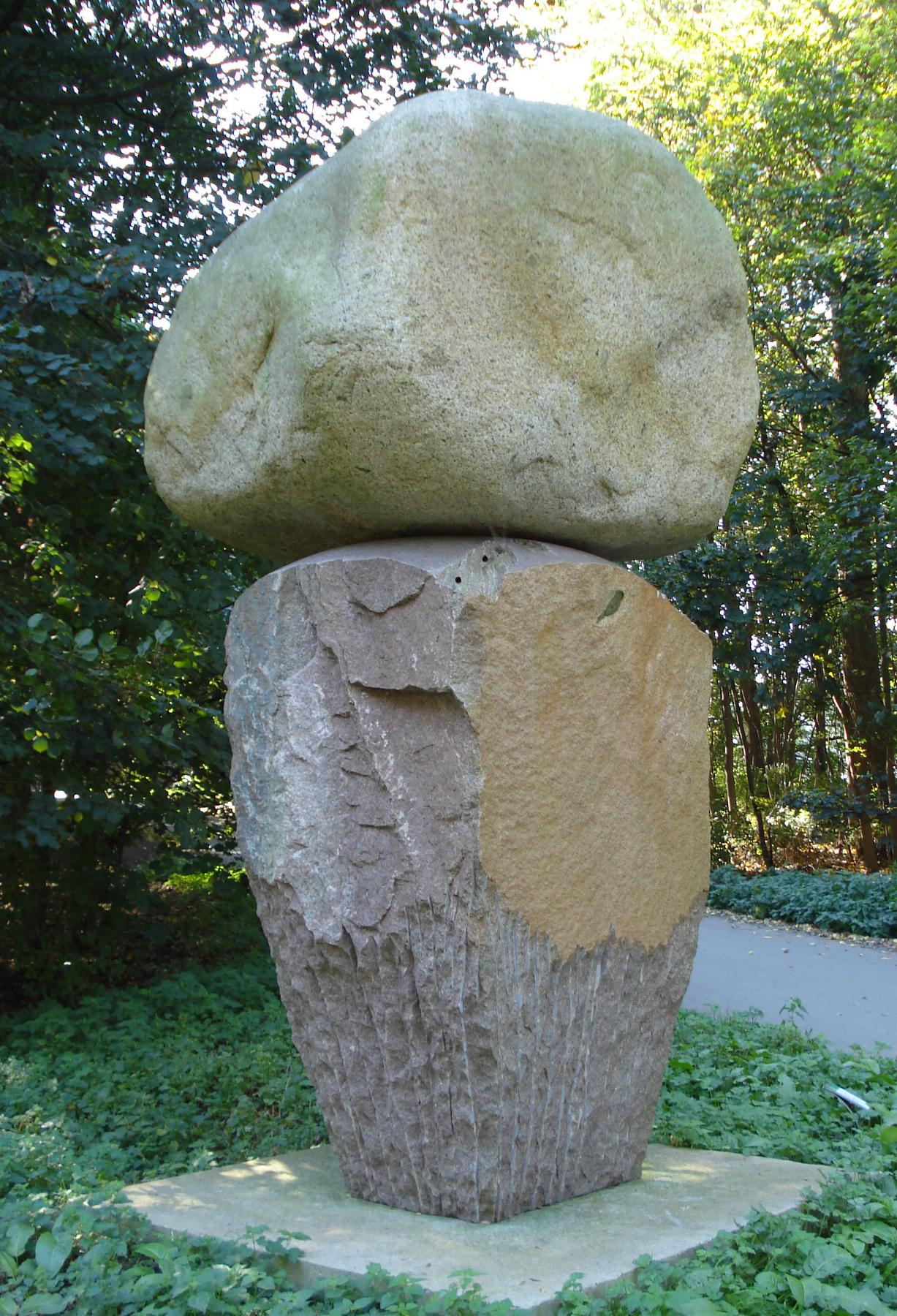
Ton Kalle: So what
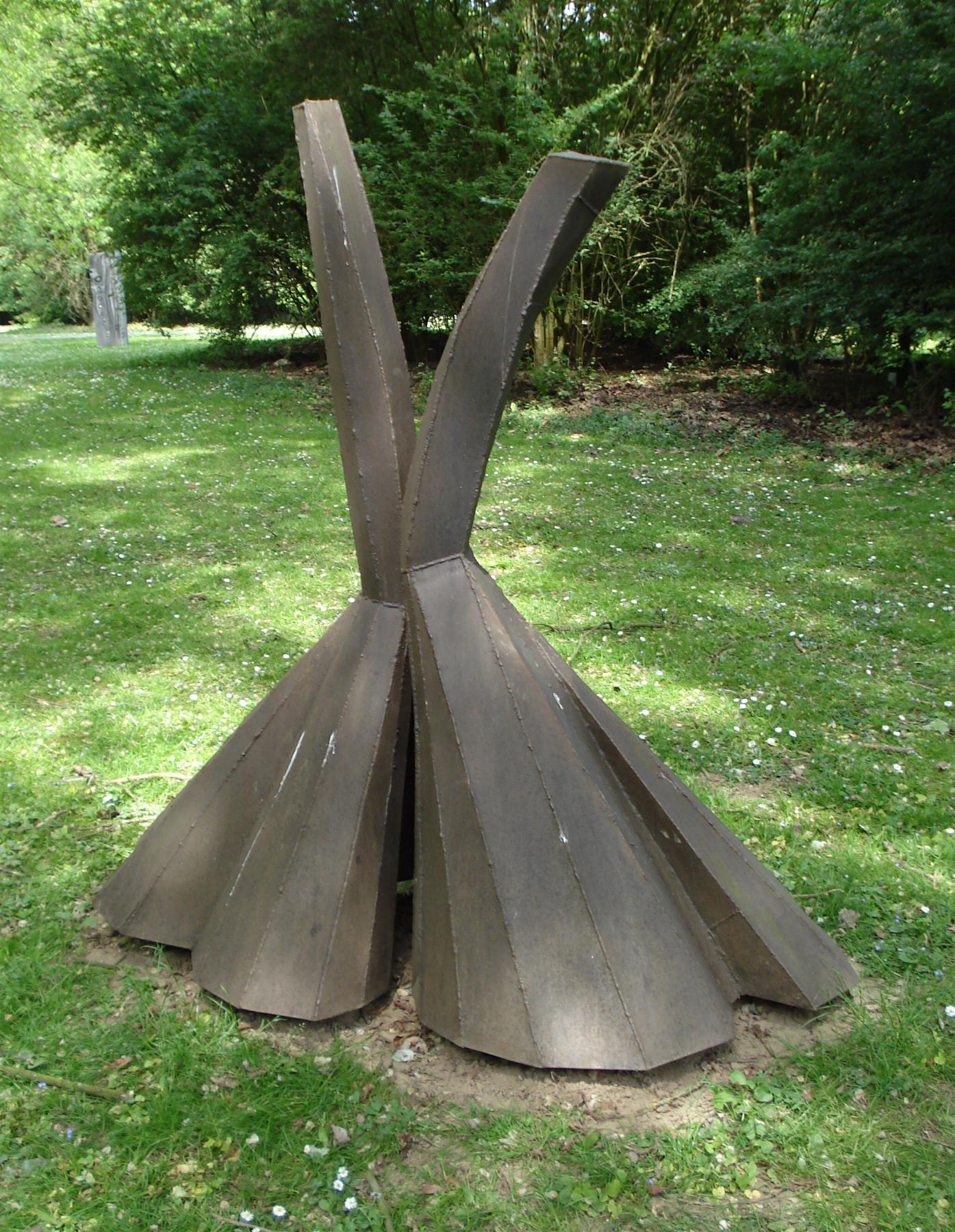
Cor van Gulik: Jurk
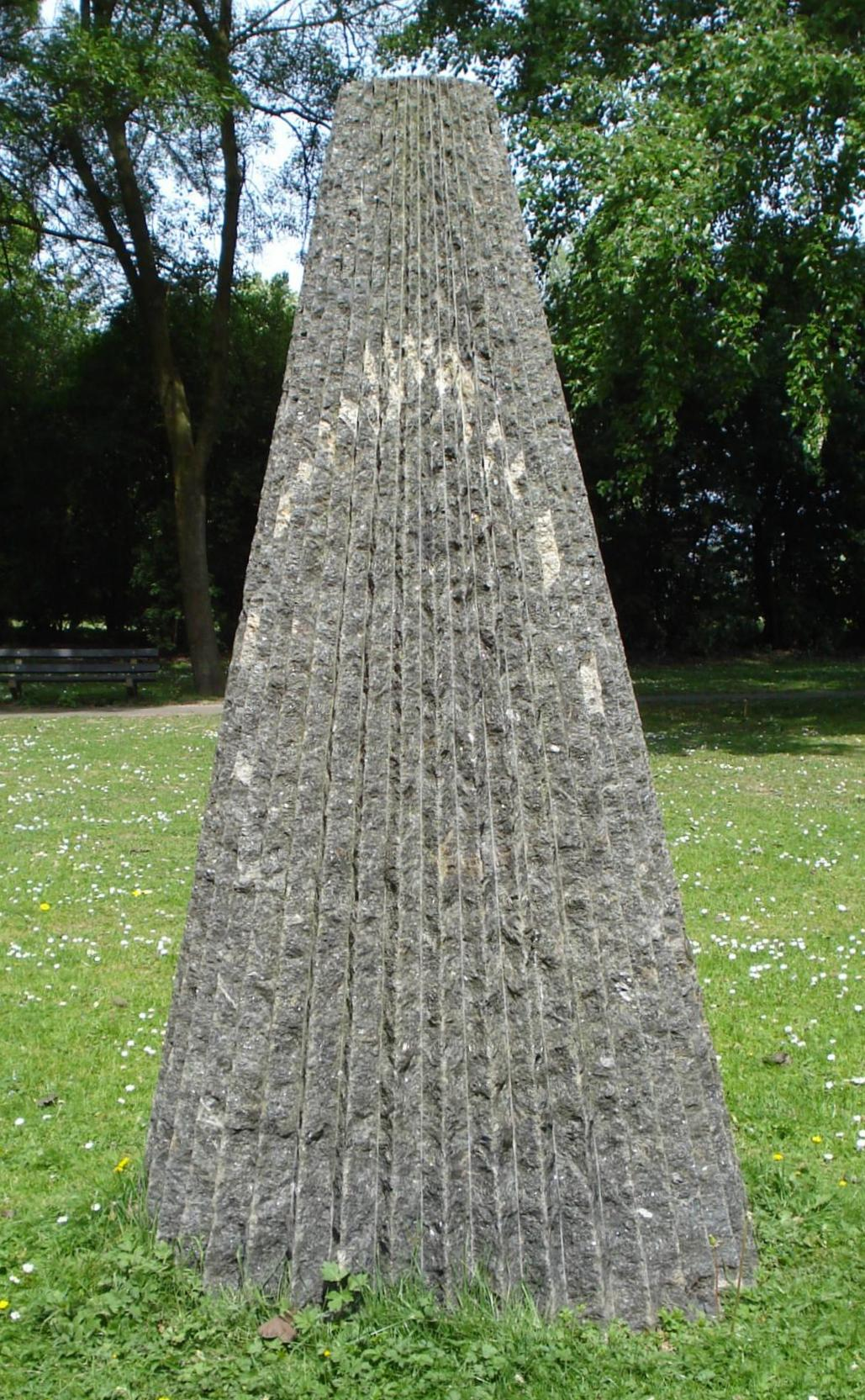
Matti Peltokangas: Licht, Schatten, Licht
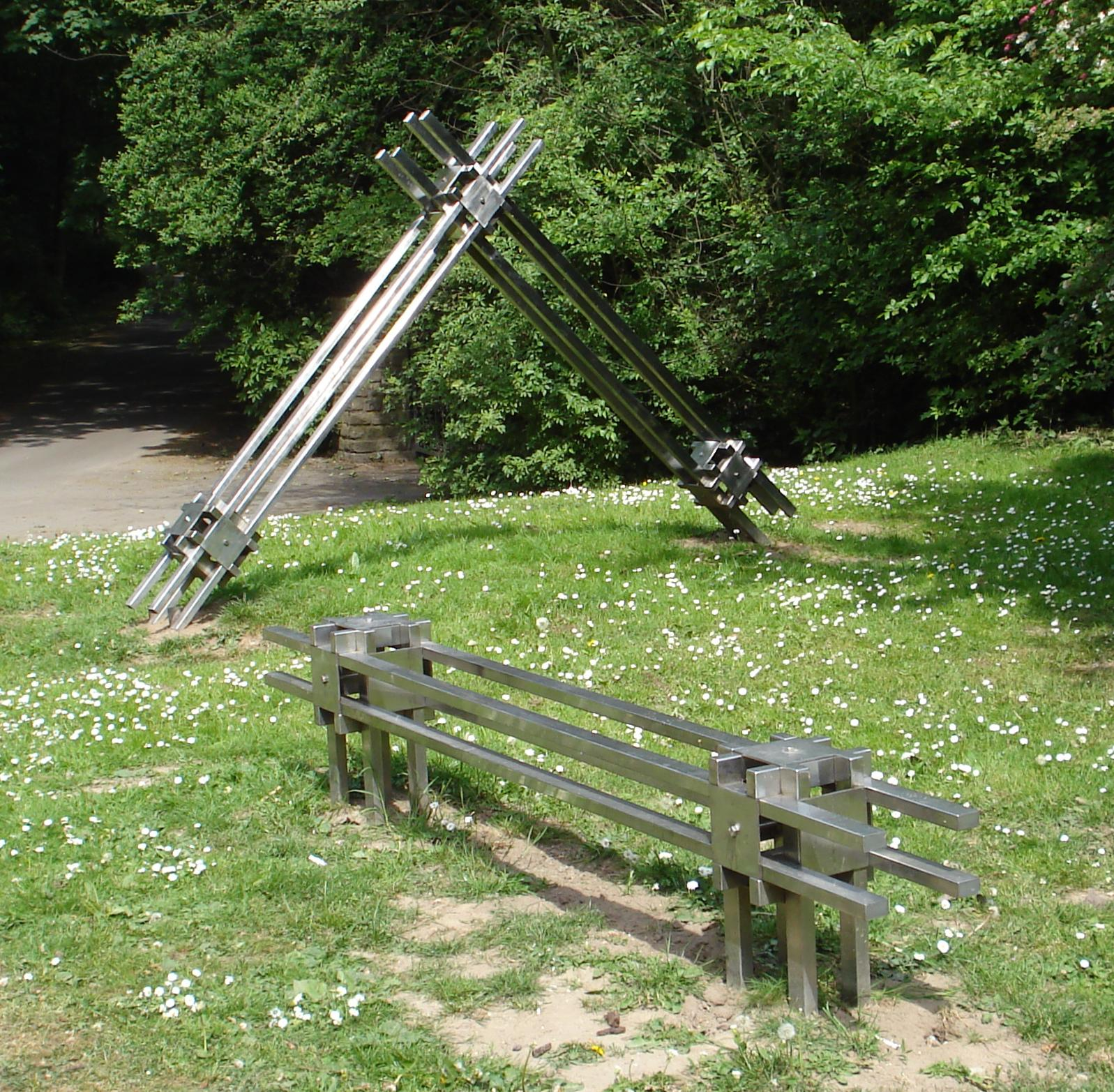
Niels Lous: Elementar- Richtungen
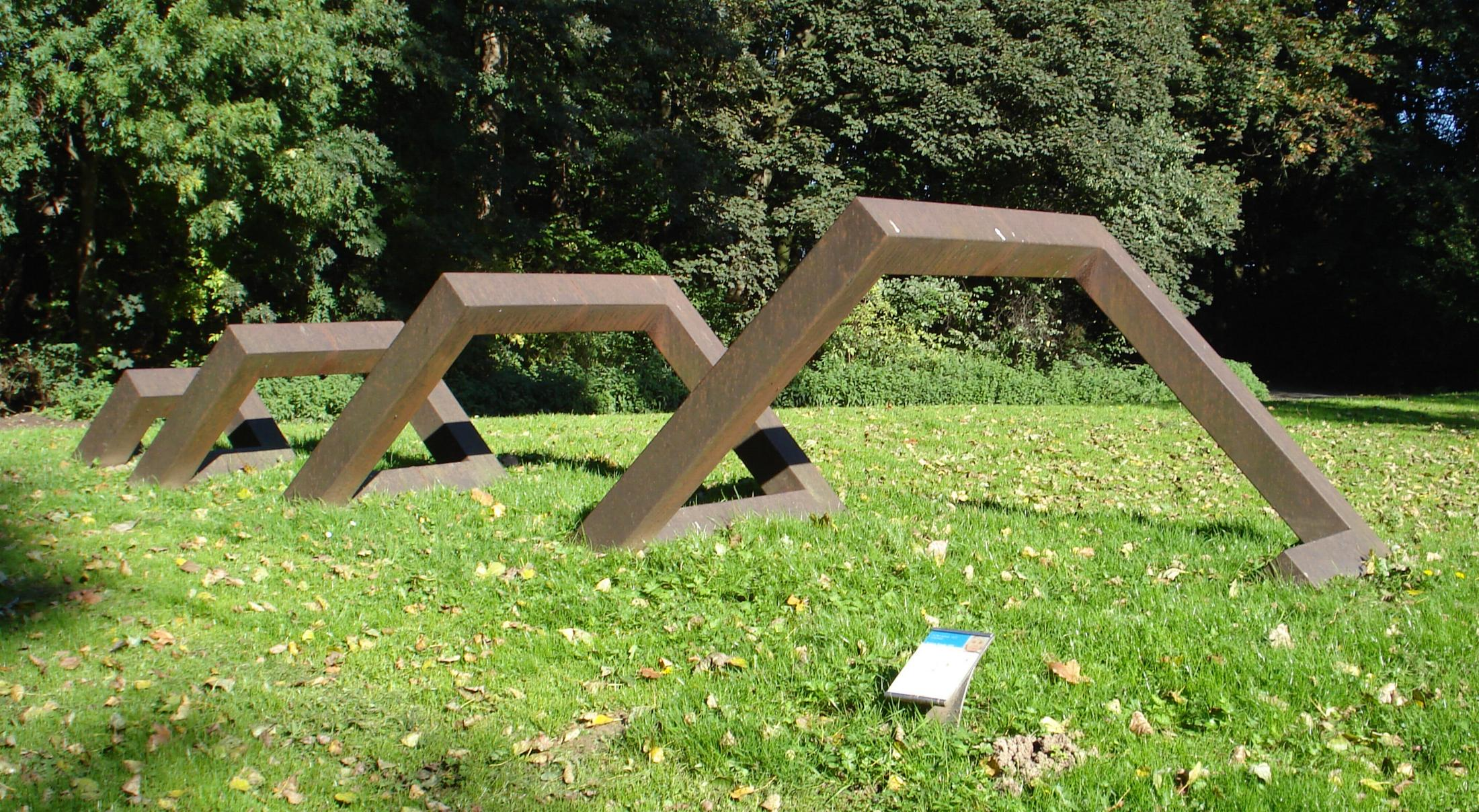
Yvonne Kracht: Zerteilter Vierkant
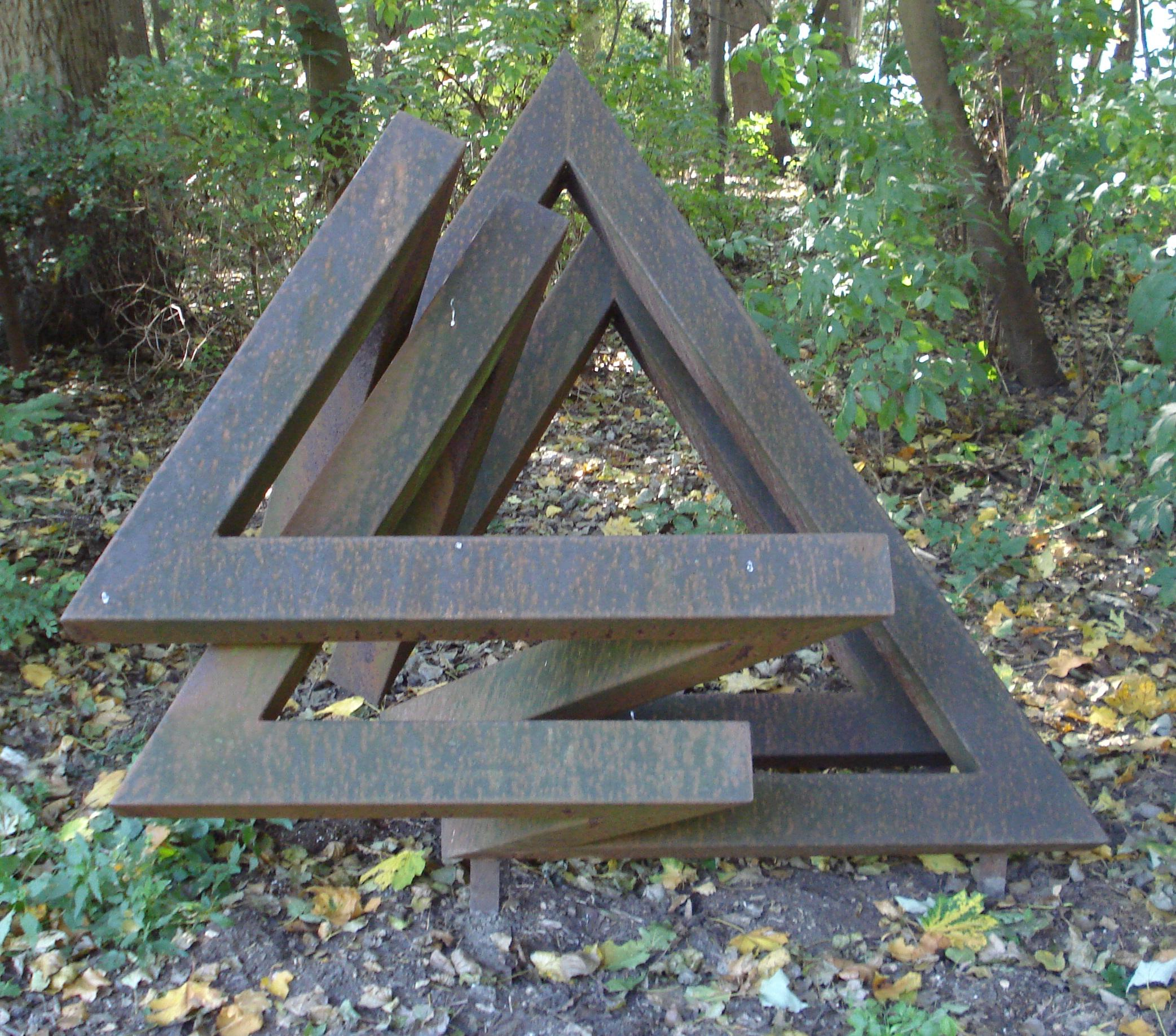
Yvonne Kracht: Zerteiltes Dreieck
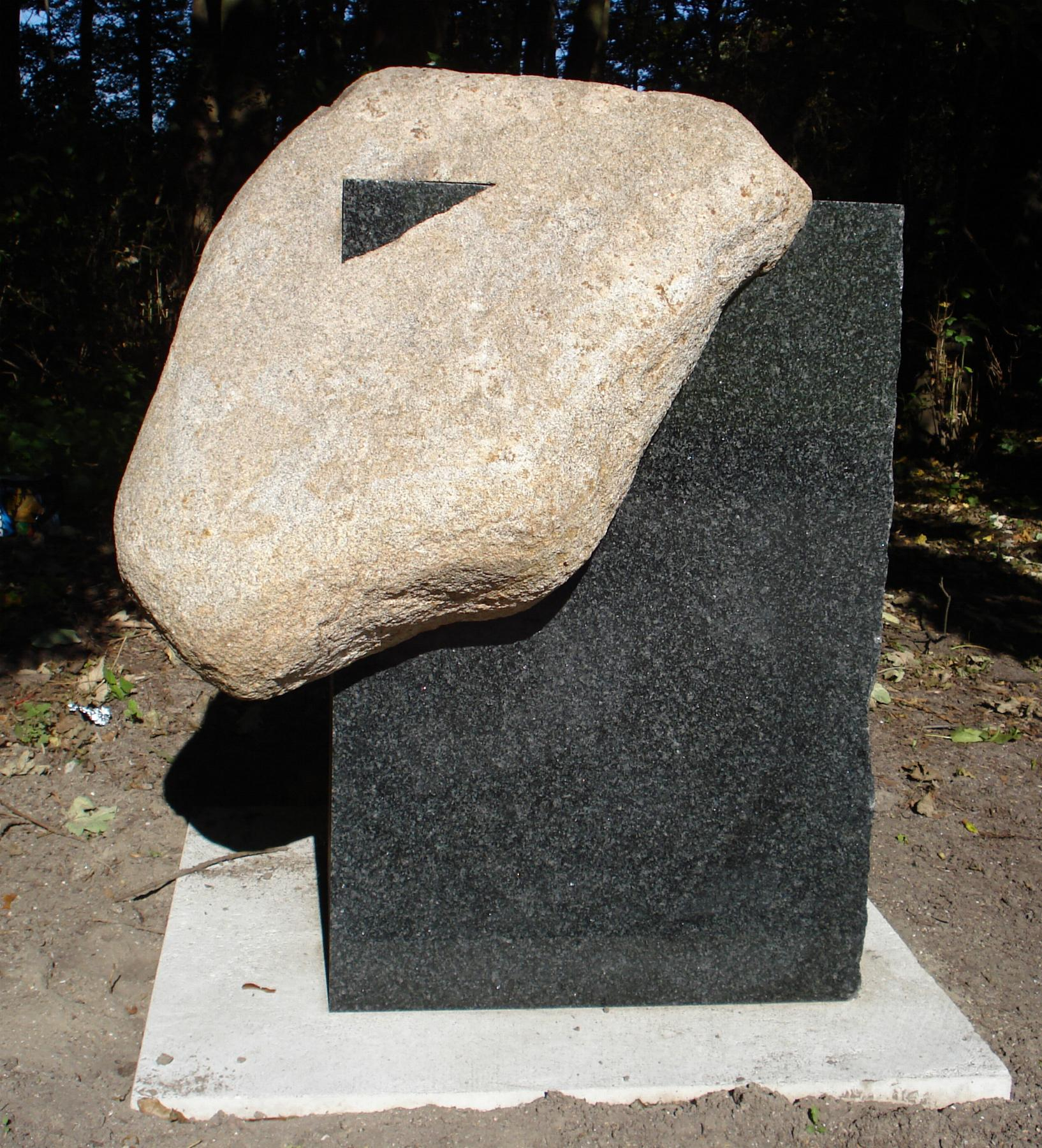
Gerard Höweler: Durchdringend
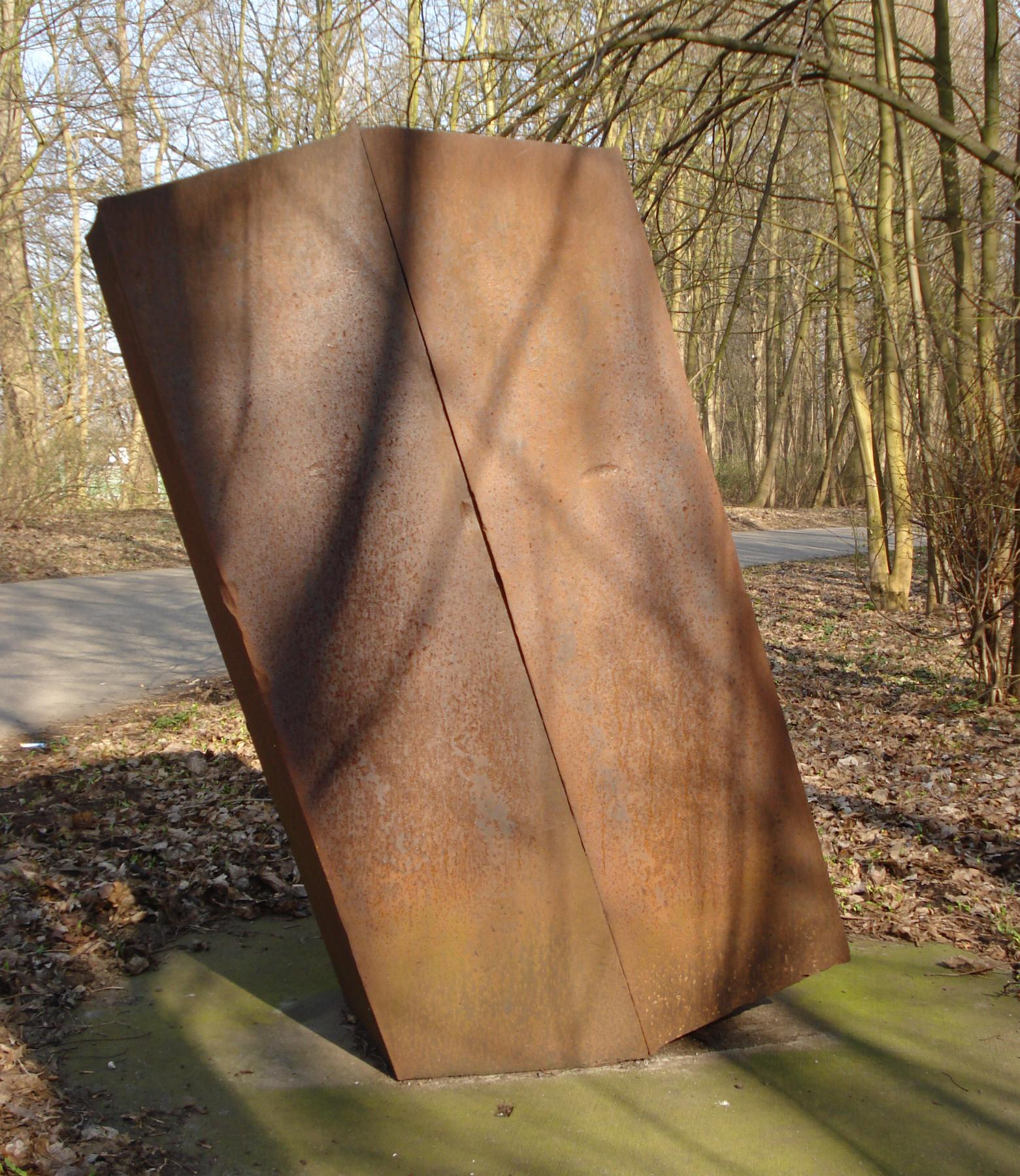
Niko de Wit: Verlassensein
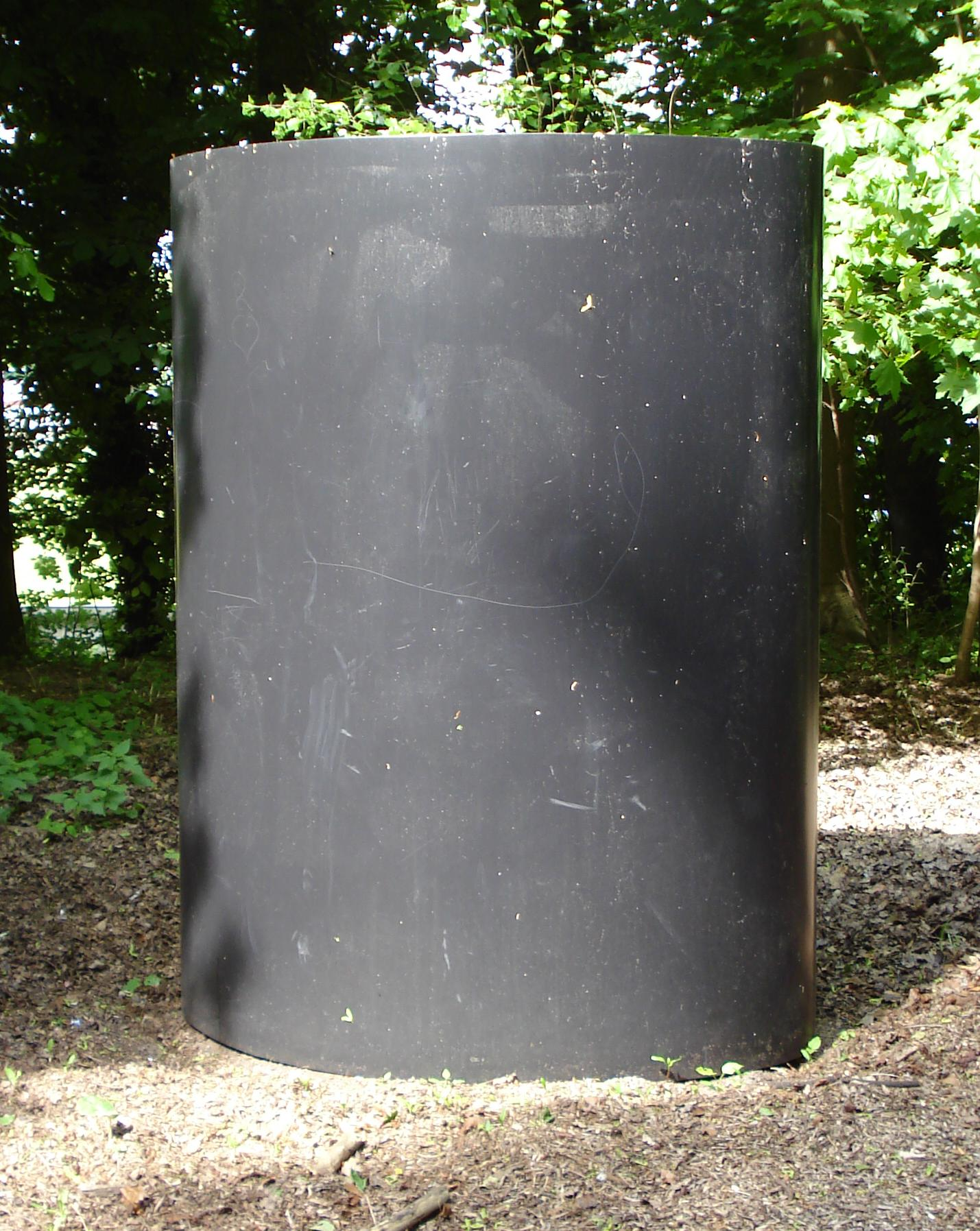
Nina Goerres: Anything goes